# Eurofighter Typhoon
Єврофайтер Тайфун (англ. Eurofighter Typhoon) — багатоцільовий винищувач четвертого покоління. Розроблений та випускається міжнародною компанією Eurofighter GmbH, створеною в 1986 році консорціумом компаній Alenia Aeronautica, BAE Systems і EADS. Розробка літака розпочалася у 1983 році в рамках міжнародної програми Future European Fighter Aircraft. 6 серпня 1986 року в повітря піднявся демонстратор можливостей проєкту British Aerospace EAP. 27 березня 1994-го здійснив політ перший прототип винищувача DA-1.
Typhoon прийнятий на озброєння військово-повітряних сил Великої Британії, Німеччини, Італії, Іспанії, Австрії та Саудівської Аравії. У 2017 році розпочалися поставки винищувачів в Оман. Загальний обсяг замовлень, станом на листопад 2013-го, становить 571 літак.
«Тайфун» спочатку створювався як винищувач завоювання переваги в повітрі, але в ході розробки та експлуатації він отримав можливість завдавати ударів по наземних цілях, перетворившись у багатоцільовий бойовий літак. Британські та італійські винищувачі взяли участь у встановленні безпольотної зони над Лівією в 2011 році. Під час операції вони здійснювали патрулювання повітряного простору, вели розвідку та завдавали авіаударів по наземних цілях.

## Історія створення
У 1971 році британські військові визначилися з вимогами до майбутнього винищувача. Більш конкретно вони деталізувалися в документі AST 403, який був опублікований наступного року. Результатом дослідницьких робіт став проєкт винищувача P.96, офіційно презентований наприкінці 1970-х рр. Він багато в чому був схожий на американський винищувач-бомбардувальник F/A-18 Hornet. Але на відміну від нього, мав невеликий модернізаційний потенціал та примарні шанси на експорт в інші країни. У той час в Західній Німеччині теж велися роботи над проєктом майбутнього винищувача — TKF-90. Німці хотіли бачити статично нестабільний літак, виконаний за аеродинамічною схемою «качка» з вигнутим трикутним крилом. Хоча британські проєктувальники були консервативніші у своїх поглядах на майбутній літак, вони все ж погодились об'єднати свої зусилля з німецькими розробниками.
У 1979 році компанії Messerschmitt-Bölkow-Blohm (MBB) та British Aerospace (BAe) запропонували урядам своїх країн виробити спільні вимоги для винищувача, який згодом дістав назву ECF (European Combat Fighter). У жовтні 1979-го до програми приєдналася французька компанія Dassault Aviation, після залучення французів назва програми була змінена на European Combat Aircraft, або ЕСА Але попри об'єднання, кожна із країн і далі продовжувала розробляти власні винищувачі. Франція працювала на проєктом АСХ, Німеччина — TKF-90, а Велика Британія вела роботи відразу над двома проєктами — P.106 та P.110. Протягом двох років тривали безуспішні перемовини, стосовно частки кожної із сторін у майбутньому проєкті, особливо наполегливо відстоювала своє лідерство компанія Dassault. Існували серйозні розбіжності і по силовій установці: британці хотіли встановити на літаку двигуни RB199, а французи — Snecma M88. Сторонам так і не вдалося досягти компромісу, тому в 1981 році програма ЕСА була закрита.
Після закриття програми французи сконцентрувалися на розробці власного літака, а німці та британці почали пошук нових партнерів. Згодом до розробки винищувача вирішила долучитися італійська компанія Aeritalia. І як наслідок — у квітні 1982 року була запущена програма Agile Combat Aircraft (АСА). Майбутній винищувач мав базуватися на британському проєкті P.110, тому повинен був мати аеродинамічну схему «качка», вигнуте трикутне крило та подвійний хвіст. Головна відмінність між ними — у P.110 повітрозабірники розташовувалися збоку, а в АСА — під фюзеляжем. На літак планували установити модернізовані двигуни RB199. Але у програми виникли проблеми — німецький та італійський уряди відмовилися фінансувати розробку літака. Щоб не допустити зриву програми, британський уряд погодився оплатити 50 % вартості розробки, а інші 50 мали знайти компанії, які займалися його створенням. У травні 1983 року Міністерство оборони Великої Британії підписало з BAe контракт на розробку і виготовлення демонстратора АСА.
Паралельно з цим відбулася ще одна спроба створення «євровинищувача». В 1983 році Західна Німеччина, Франція, Велика Британія, Італія та Іспанія запустили програму Future European Fighter Aircraft (FEFA). Літак повинен був мати укорочений зліт та посадку та можливість знищувати цілі за межами візуальної видимості. Наступного року Франція покинула FEFA через розбіжності у вимогах злітної маси літака та намагання бути першою у проєкті, згодом її приклад повторила Іспанія. Ті країни, що залишилися (Велика Британія, Західна Німеччина та Італія), вирішили продовжити розробку винищувача, але вже під назвою European Fighter Aircraft (EFA). У вересні 1985 року Іспанія вирішила повернутися до програми EFA, попри тиск зі сторони Франції.
Тим часом, поки тривали перемовини між країнами-учасницями, компанії-розробники успішно працювали над створенням літака для демонстрації можливостей проєкту. До 1986 року в програму «євровинищувача» було вкладено £180 мільйонів, при чому 100 млн із цієї суми витратили самі розробники. 6 серпня 1986-го демонстратор здійснив свій перший політ. У тому ж році була погоджена кількість літаків, яку мала придбати кожна із країн-учасниць програми. Велика Британія та Німеччина планували отримати по 250 літаків, Італія — 165, а Іспанія — 100. Також сторони дійшли згоди стосовно частки кожної із країн у проєкті — вона мала бути пропорційною кількості закуплених літаків. Тому частка British Aerospace (нині BAE Systems) та німецької MBB (нині DASA) становила по 33 %, італійської Aeritalia — 21 %, а іспанської CASA — 13 %.
Для управління процесом розробки в 1986 році була створена компанія Eurofighter Jagdflugzeug GmbH зі штаб-квартирою у Мюнхені. Розробкою двигуна зайнявся консорціум EuroJet Turbo GmbH, утворений компаніями Rolls-Royce, MTU Aero Engines, FiatAvio (нині Avio) та ITP. В 1988-му країни — учасниці програми підписали з компанією Eurofighter контракт на проєктування та побудову винищувача. Це започаткувало повномасштабну розробку літака по багатьох роках складних перемовин, затягувань і зволікань. У 1992 році майбутній винищувач, який до того згадувався як EFA, дістав назву EF 2000.
В 1990-му між учасниками програми розгорілася серйозна суперечка стосовно радара для майбутнього винищувача. Британія, Італія та Іспанія бажали встановити на літак з БРЛС ECR-90, а Німеччина — AN/APG-65. Справа полягала в тому, що німецька компанія AEG була причетна до розробки APG-65 і мала свою частку у виробництві радара. В той же час розробник ECR-90 — британська компанія Ferranti Defence Systems перебувала в скрутному фінансовому становищі. Але Великій Британії, ціною великих зусиль, вдалося вмовити німецьких партнерів змінити свою позицію.
На початку 1990-х років докорінно змінилася міжнародна обстановка — Холодна війна припинилася, а СРСР і Варшавський блок зникли. Це призвело до скорочення військових бюджетів країн НАТО та згортання низки оборонних програм. У ЗМІ почали лунати заклики відмовитися від розробки «євровинищувача». Але найбільшою загрозою були передвиборчі обіцянки Гельмута Коля вивести Німеччину із проєкту. Протягом 1991 року німецьке міністерство оборони неодноразово заявляло, що їхня країна покине EFA та сконцентрується на розробці легшого і дешевшого винищувача. Але вихід Німеччини означав би для неї втрату робочих місць та вкладених у проєкт коштів, тому Коль згодом змінив свою позицію і залишив Німеччину в програмі EFA.
27 березня 1994 року з летовища компанії DASA біля Мюнхена у повітря піднявся перший прототип «Тайфуна». Загалом для розробки і випробувань було збудовано сім прототипів: по два у Великій Британії (DA-2, DA-4), Німеччині (DA-1, DA-5) та Італії (DA-3, DA-7) і один в Іспанії (DA-6). Через закінчення Холодної війни та скорочення військових витрат країни — учасниці EFA в 1995-му істотно зменшили свої замовлення на новий винищувач: Велика Британія з 250 літаків до 232, Німеччина — з 250 до 140, Італія — з 165 до 121, а Іспанія — зі 100 до 87. Відповідно мала бути переглянута і їх частка в проєкті, але в 1996 році німецький уряд погодився закупити додатково 40 винищувачів. Тому частка кожного з учасників стала виглядати наступним чином: компанія British Aerospace (Велика Британія) — 37,5 %, DASA (Німеччина) — 29 %, Alenia (Італія) — 19,5 % і CASA (Іспанія) — 14 %. 30 січня 1998-го між компаніями Eurofighter GmbH, Eurojet та NETMA був підписаний перший виробничий контракт. 2 вересня того ж року «євровинищувач» офіційно отримав назву Typhoon, але вона мала застосовуватися тільки для експортних літаків. За повідомленнями преси, Німеччина спочатку виступала проти такого імені, тому що аналогічну назву мав британський винищувач-бомбардувальник часів Другої світової Hawker Typhoon, який активно застосовувався проти німецьких військ. У тому ж місяці сторони підписали контракт на виробництво 148 літаків першого траншу. 23 липня 2002 року назва Typhoon була прийнята всіма чотирма країнами-учасницями. 13 лютого 2003-го здійснив політ перший серійний «Тайфун» (GT001), призначений для німецьких ВПС. Наступного дня в повітря піднялися перші британський (BT001) та італійський (IT001) літаки. Через декілька днів, 17 лютого, здійснив політ перший іспанський «Тайфун» (ST001).

## Виробництво та вартість
«Тайфун» є унікальним бойовим літаком, який випускається в чотирьох варіантах: по одному для кожного члена консорціуму, в той же час всі компанії-підрядники виробляють агрегати для кожного із замовлених літаків.
- Alenia Aeronautica — ліва консоль крила, зовнішні флаперони, задня секція фюзеляжу.
- BAE Systems — передня частина фюзеляжу (включаючи ПГО), ліхтар, ґарґрот, хвостовий стабілізатор, внутрішні флаперони, задня секція фюзеляжу.
- EADS Deutschland — центральна частина фюзеляжу, центроплан.
- EADS CASA — права консоль крила, передкрилки.

Виробництво розділене на три транші, які у свою чергу діляться на партії і блоки, наприклад, перший транш двомісних літаків для ВПС Великої Британії ділиться на дві партії T1 і T1A.
У вересні 1998 року країни — учасниці проєкту підписали контракт на виробництво 148 винищувачів «Тайфун» першого траншу і визначилися з термінами закупки літаків другого траншу. Поставки винищувачів першого траншу тривали до березня 2008-го, коли останній літак цієї серії був переданий німецьким військово-повітряним силам. Відразу після закінчення виробництва літаків серії Tranche 1, почався випуск винищувачів другого траншу. Їх першим користувачем стали британські військово-повітряні сили, які отримали перші два винищувачі серії Tranche 2 в жовтні 2008 року. В тому ж місяці країни, які беруть участь у програмі, домовились про розділення третього траншу на дві частини. У червні 2009-го начальник штабу RAF маршал Глен Торпі заявив, що Британія, імовірно, зменшить замовлення з 232 літаків до 123. Але попри ці наміри британський уряд вирішив не відмовлятися від участі в третьому транші. Тому вже в липні 2009 року був підписаний контракт на виробництво 112 винищувачів траншу 3А. Замовлення розподілилися наступним чином: 40 літаків має отримати Велика Британія, 31 — Німеччина, 21 — Італія і 20 — Іспанія. Перший винищувач «Тайфун» третього траншу піднявся в повітря 6 грудня 2013 року, після завершення всіх випробувань він буде переданий британським військово-повітряним силам. Кількість літаків траншу 3В і терміни їх поставок залишаються неузгодженими, але відомо, що Італія та Іспанія відмовились від їх придбання.
| Країни — учасниці програми «Eurofighter» | Країни — учасниці програми «Eurofighter» | Країни — учасниці програми «Eurofighter» | Країни — учасниці програми «Eurofighter» | Країни — учасниці програми «Eurofighter» | Країни — учасниці програми «Eurofighter» | Країни — учасниці програми «Eurofighter» | Країни — учасниці програми «Eurofighter» | Країни — учасниці програми «Eurofighter» |
| Країна                                   | План 1985 року                           | План 1997 року                           | Перший транш (замовлено)                 | Другий транш (замовлено)                 | Третій транш (план)                      | Транш ЗА (замовлено)                     | Всього замовлено                         | Примітки |
| ---------------------------------------- | ---------------------------------------- | ---------------------------------------- | ---------------------------------------- | ---------------------------------------- | ---------------------------------------- | ---------------------------------------- | ---------------------------------------- | --- |
| Велика Британія                          | 250                                      | 232                                      | 53                                       | 67 (91)                                  | 88                                       | 40                                       | 160                                      | 24 «Тайфуни», вироблені для Саудівської Аравії, були взяті із британського замовлення по другому траншу. Такий крок дозволив Британії зменшити загальне замовлення, але при цьому її частка в проєкті не змінилася. |
| Німеччина                                | 250                                      | 180                                      | 33 (44)                                  | 79 (68)                                  | 68                                       | 31                                       | 143                                      | 11 «Тайфунів» першого траншу були продані Австрії, замість них Німеччина замовила додатково 11 літаків з другого траншу.                                                                                            |
| Італія                                   | 165                                      | 121                                      | 28                                       | 47                                       | 46                                       | 21                                       | 96                                       | 20 липня 2010 року італійський уряд відмовився від придбання 25 літаків серії Tranche 3В. |
| Іспанія                                  | 100                                      | 87                                       | 19                                       | 34                                       | 34                                       | 20                                       | 73                                       | У травні 2013 року Іспанія відмовилася від придбання 14 «Тайфунів» серії Tranche 3В. |
| Всього                                   | 765                                      | 620                                      | 133                                      | 227                                      | 236                                      | 112                                      | 472                                      | |
| Експорт                                  |                                          |                                          |                                          |                                          |                                          |                                          |                                          | |
| Країна                                   | План 2002 року                           | План 2003 року                           | Перший транш (замовлено)                 | Другий транш (замовлено)                 | Третій транш (план)                      | Транш 3А (замовлено)                     | Всього замовлено                         | Примітки |
| Австрія                                  | 24                                       | 18                                       | 15                                       | 0                                        | 0                                        | 0                                        | 15                                       | 11 із 15 поставлених Австрії літаків були взяті з німецького замовлення по першому траншу, причому шість із них вже експлуатувалися в Люфтваффе                                                                     |
| Саудівська Аравія                        | 0                                        | 0                                        | 0                                        | 48                                       | 24                                       | 24                                       | 72                                       | Спочатку планувалося зібрати 48 із 72 замовлених «Тайфунів» в Саудівській Аравії, але у 2011 році ці плани були скасовані.                                                                                          |
| Оман                                     | 0                                        | 0                                        | 0                                        | 0                                        | 0                                        | 12                                       | 12                                       | Поставки 12 замовлених літаків розпочнуться у 2017 році. |
| Всі замовлення                           |                                          |                                          |                                          |                                          |                                          |                                          |                                          | |
| План 1985 року                           | План 1997 року                           | План 2008 року                           | Перший транш (замовлено)                 | Другий транш (замовлено)                 | Третій транш (план)                      | Транш 3А (замовлено)                     | Всього замовлено                         | Примітки |
| 765                                      | 620                                      | 707                                      | 148                                      | 275                                      | 260                                      | 148                                      | 571                                      | |
| Інформація станом на листопад 2013 року  |                                          |                                          |                                          |                                          |                                          |                                          |                                          | |

У 1988 році британські чиновники заявляли, що участь у проєкті European Fighter Aircraft (витрати на розробку і закупка 250 літаків) буде коштувати країні £7 млрд. Вже тоді ряд експертів критикували офіційні цифри і прогнозували значно більші витрати. Тільки британські витрати на розробку нового винищувача оцінювалися в £3,3 млрд, плюс кожен з 250 літаків мав коштувати £30 млн. У 1997 році витрати на «євровинищувач» прогнозувалися в розмірі £17 млрд, а в 2003-му, коли він поступив на озброєння — £20 млрд. Через постійне зростання витрат на розробку літака і його придбання британське міноборони взагалі відмовилося давати будь-які коментарі стосовно кінцевої вартості програми. У 2011 році Національне аудиторське управління підрахувало, що витрати Британії на програму «Єврофайтер» можуть сягнути £37 млрд. У тому ж році Громадська рахункова палата основною причиною зростання вартості кожного літака на 75 % назвала неефективне управління проєктом. У відповідь міністр оборони Ліам Фокс заявив, що його відомство бореться із затримками, які виникають у програмі, та намагається зменшити перевитрату коштів на неї.
У 2007 році кожен німецький Typhoon, включаючи доставку, навчання персоналу і технічне обслуговування, обходився платникам податків у €120 млн. 17 червня 2009-го Німеччина замовила 31 винищувач «Тайфун» серії Tranche 3А по €90 млн за літак. На початку 2000-х років німецьке керівництво розраховувало, що загальна вартість придбання 180 літаків складе €14,7 млрд. Але до 2013 року Німеччина витратила €14,5 млрд, купивши при цьому тільки 108 літаків. Витрати Іспанії на проєкт спочатку оцінювалися в €9,255 млрд, але на початок 2011 року вони вже склали €11.718 млрд.

## Проєкт

### Конструкція
Винищувач спроєктований по аеродинамічній схемі «качка» з низько розташованим трикутним крилом (кут стрілоподібності 53°), негативним запасом стійкості, двосекційними закрилками, переднім поворотним горизонтальним оперенням і вертикальним кілем з кермом напрямку без стабілізатора. Подібна конструкція дозволяє значно підвищити маневровість літака на великих кутах атаки та під час польоту з надзвуковою швидкістю. Одночасно з тим, наявність ПГО погіршує огляд з кабіни та збільшує радіолокаційну помітність літака.
При виготовленні літака широко використовуються композитні матеріали: 40 % маси планера припадає на вуглепластик, 10 % — склопластик, 20 % — алюмінієво-літієві сплави, 18 % — алюмінієві сплави і 12 % — на титанові. Композити складають 82 % поверхні планера, причому 70 % цієї поверхні припадає на вуглепластик та склопластик.  Широке застосування композитних матеріалів дозволило значно знизити вагу планера та довести його ресурс до 6000 льотних годин.
Запас палива розміщується в захищених баках у фюзеляжі, крилах та кільові літака, їх загальна місткість — 5000 л. Окрім них винищувач може нести три підвісних паливних баки: по одному під кожним крилом (по 1000 л) та один під фюзеляжем (1500 л). В майбутньому винищувач отримає два фюзеляжні конформні паливні баки, які дозволять значно збільшити дальність польоту. Кінцева дата робіт по інтеграції ППБ на літак офіційно не повідомляється, весною 2014 року вони знаходилися тільки на стадії аеродинамічних випробувань.
Шасі літака трьохопорне з одноколісними стійками. Конструкція шасі та пневматиків дозволяє експлуатувати літак з грубо відремонтованих злітно-посадкових смуг. Необхідна довжина ЗПС для винищувача становить 700 метрів.
На літаку застосована чотирикратно резервована цифрова електродистанційна система управління польотом, об'єднана із системою управління двигунами. Вона забезпечує штучну стійкість і високу маневровість, а також відхилення органів управління для досягнення максимальної аеродинамічної якості на всіх режимах і у всьому діапазоні швидкостей і висот польоту.

### Силова установка

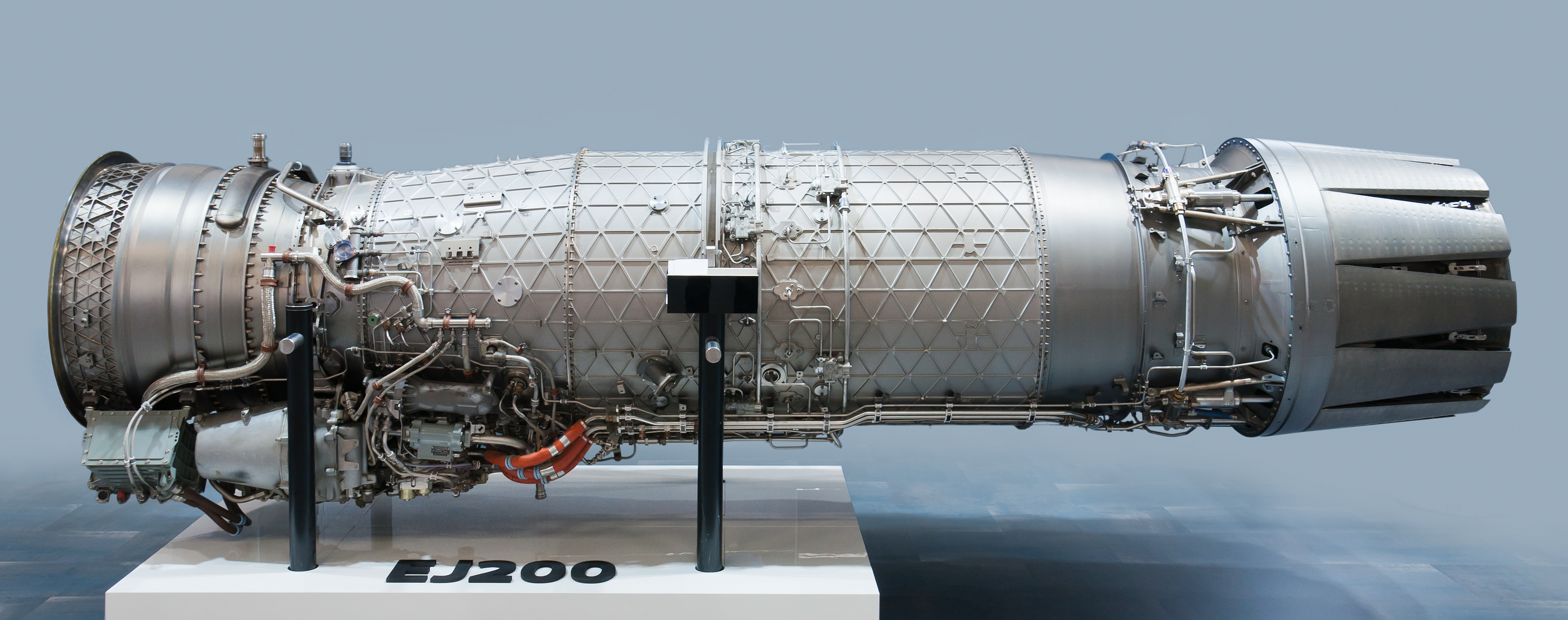
EJ200 на статичній експозиції

Винищувач оснащений двома турбореактивними двоконтурними двигунами Eurojet EJ200, розробленими консорціумом компаній Rolls-Royce plc, Avio, ITP та MTU Aero Engines. У конструкції EJ200 використовуються останні досягнення двигунобудування, як монокристалічні турбінні лопатки, багаторежимна цифрова система управління і вбудована система діагностування. При виготовленні нерухомих частин двигуна широко застосовуються композитні матеріали. Камера згоряння покрита термоізольованими керамічними матеріалами, що значно підвищує термін її експлуатації.
EJ200 може розвинути тягу на форсажі до 9180 кгс (90 кН). Завдяки цьому винищувач може досягати максимальної швидкості 2,5 тис. км/год. Конструкція двигунів дозволяє літаку здійснювати надзвуковий крейсерський політ без застосування форсажу. Не дивлячись на високу потужність, EJ200 має невеликі розміри — його суха маса складає всього 989 кг. Також силова установка відрізняється простотою технічного обслуговування — заміна одного двигуна в польових умовах може бути виконана за 45 хвилин бригадою з 4 чоловік. Міжремонтний ресурс EJ200 становить 1000 льотних годин, при цьому характеристики двигуна залишається незмінними навіть після 1400 годин експлуатації.
Розробники двигуна ведуть роботи по його подальшій модернізації. Головне нововведення, яке отримає модернізований EJ200 — це керування вектором тяги. Сопла двигуна зможуть відхилятися в усіх напрямках до 23° зі швидкістю 110°/с. Керування вектором тяги дозволить зменшити витрати палива на 5 % та збільшити тягу літака на 7 %. Виробники планують, що модернізовані двигуни будуть встановлені на літаках третього траншу, але ніяких конкретних термінів не називають.
Повітрозабірник винищувача нерегульований, розміщений під фюзеляжем. Для підведення повітря до кожного двигуна, він розділений вертикальною перегородкою на два канали.

### Кабіна

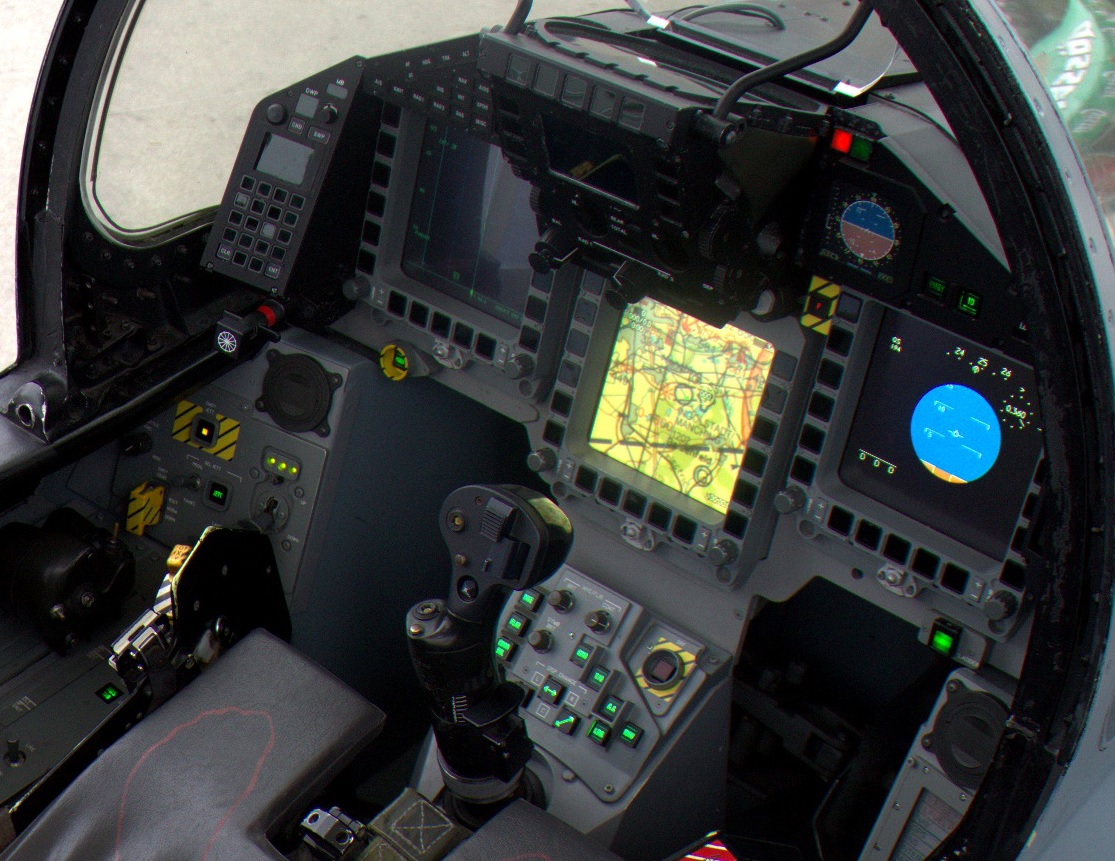
Кабіна «Єврофайтера»

Під час проєктування кабіни першочерговим завданням для розробників літака було забезпечення комфортних умов роботи екіпажу та зменшення навантаження пілотів під час виконання бойових завдань. Із самого початку розробки пілоти військово-повітряних сил країн — учасниць програми тестували обладнання кабіни та вносили свої побажання. Завдяки такому підходу розробникам вдалося створити максимально ефективний інтерфейс «людина — машина».
Винищувач має повністю скляну кабіну без будь-яких механічних покажчиків. Вся необхідна екіпажу інформація виводиться на три багатофункціональні кольорові дисплеї та широкоформатний індикатор на лобовому склі. Особливістю «тайфунівського» ІЛС є можливість відображення інформації з інфрачервоної системи переднього огляду.
Прицілювання та наведення зброї здійснюється, переважно, за допомогою нашоломного прицілу. При цьому він повністю сумісний із камерою нічного бачення та інфрачервоною системою переднього огляду. Для полегшення управління літаком у бойових умовах на нашоломний дисплей може виводитися частина інформації з дисплеїв та ІЛС.
Винищувач має систему голосового управління польотом, що дозволяє екіпажу виконувати ряд операцій через голосові команди. Це перший в історії авіації випадок, коли подібна система була встановлена на бойовий літак.
Ручка управління польотом має традиційне розташування — в центрі, що відрізняє літак від інших сучасних винищувачів, як F-16, F-22 і Су-35. Вона виконана за схемою HOTAS: на ручці знаходяться всі необхідні для управління літаком перемикачі. Подібне розташування перемикачів дозволяє пілоту керувати літаком без відриву рук від ручки управління, що значно знижує навантаження на нього.
Якщо пілот під час польоту втратить просторову орієнтацію (можливо при маневруванні з великими перевантаженнями), він зможе повернути літак у звичайне положення простим натисканням кнопки (так звана «панічна кнопка»). Після її натискання автопілот бере на себе управління польотом і переводить літак у горизонтальний політ зі швидкістю 550 км/год і продовжує вести літак в такому положенні, поки пілот знову не візьме управління на себе.
Пілот літака розміщується на катапультному кріслі Mk.16A, виробництва компанії Martin-Baker. Спинка крісла відхилена назад на 18°, від більшого кута нахилу відмовилися через погіршення огляду назад та необхідності в такій ситуації піднімати вище дисплеї виведення інформації. При катапультуванні крісло вистрілюється за допомогою двох реактивних двигунів.

### Авіоніка

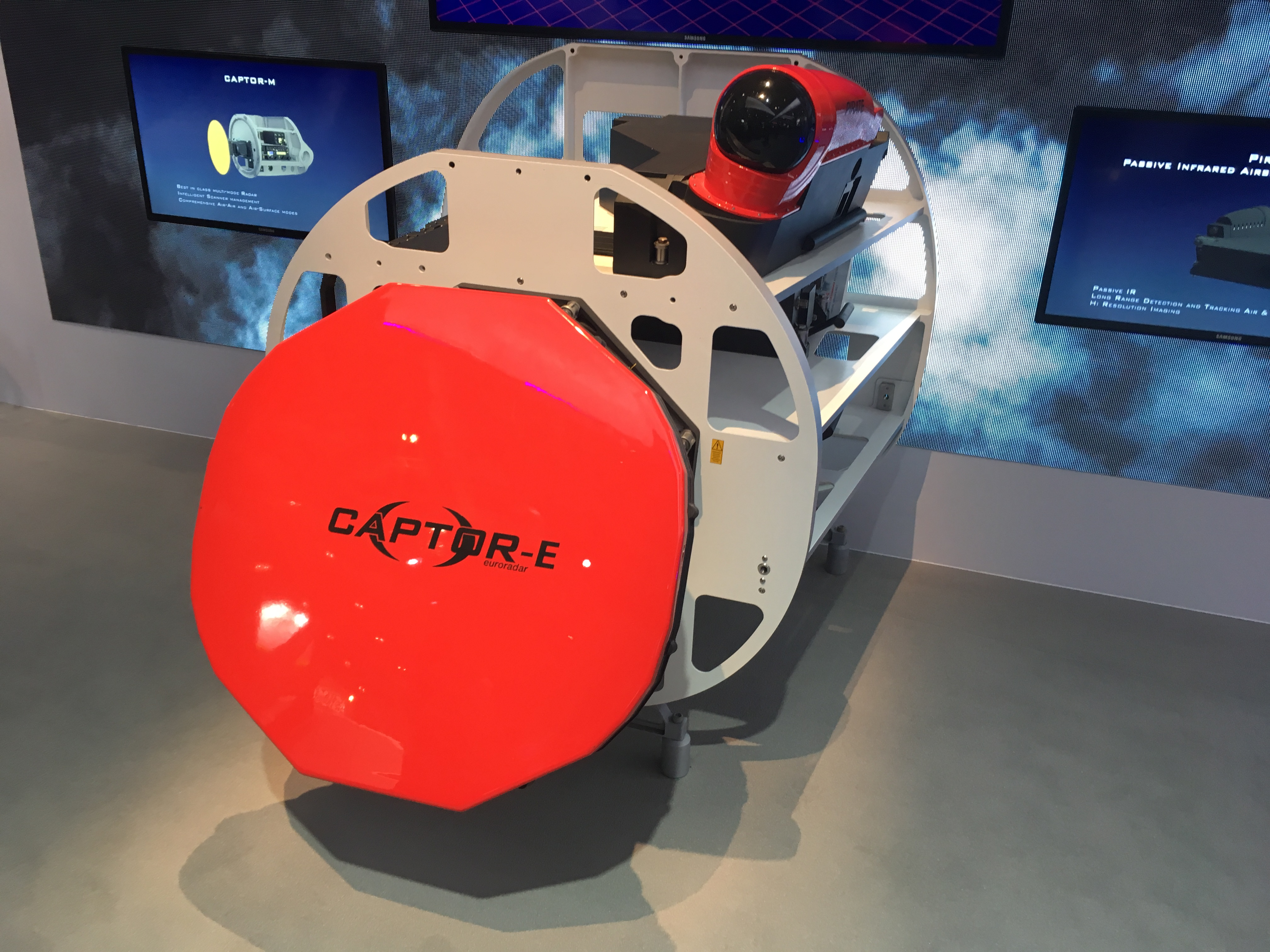
РЛС CAPTOR-E, DSEI-2019

Для виявлення цілей винищувач використовує багаторежимну імпульсно-доплерівську БРЛС CAPTOR-М та інфрачервону систему переднього огляду PIRATE. Радар був розроблений міжнародним консорціум Euroradar на основі БРЛС Blue Vixen британського винищувача Sea Harrier. CAPTOR-М має плоску антенну решітку і оптимізований, у першу чергу, для роботи по повітряних цілях, які може виявляти на дальності до 185 км. Він забезпечує можливість знищення повітряних цілей на всіх ракурсах, у тому числі й на фоні землі, в умовах застосування противником засобів РЕП. CAPTOR-М став першим радаром у країнах НАТО з трьома робочими каналами, один з яких використовується для розподілу станцій активних перешкод, а другий — для їх пригнічення.
В даний час для винищувача розробляється модернізований радар з активною цифровою антенною решіткою — CAPTOR-Е. Він зможе ефективно виявляти наземні цілі у будь-яку погоду, матиме кращий захист від перешкод та більший кут сканування, а дальність виявлення цілей зросте до 279 км. Їх поставки неодноразово відтерміновувалися, за нинішніми планами перші CAPTOR-Е будуть встановлені на винищувач у 2015 році.
Інфрачервона система PIRATE установлюється в передній частині фюзеляжу, зліва від вітрового скла. Вона може в пасивному режимі відслідковувати як повітряні, так і наземні цілі. Дальність виявлення повітряних цілей складає 98 км, а пуск ракети «повітря-повітря» може бути виявлений на відстані понад 160 км. Уперше система була встановлена на літаках модифікації Block 5 у 2007 році. Для підвищення ефективності ударів по наземних цілях PIRATE доповнюється підвісним цілевказівником LITENING.
Літак оснащений системою автоматичного огинання рельєфу місцевості, що дозволяє йому здійснювати політ на висоті 30 метрів. Для точної навігації використовується система глобального супутникового позиціонування (GPS). При цьому GPS-приймач кожного літака має свій окремий високозахищений канал.
Для прийому та передачі даних екіпаж винищувача використовує багатофункціональну систему поширення інформації (MIDS). Вона дозволяє в режимі реального часу обмінюватися інформацією з іншими літаками, наземними командними пунктами, штабами сухопутних військ та кораблями.
Оборонна система DASS служить для захисту літака від засобів протиповітряної оборони противника. Для виявлення загрози винищувач має систему датчиків попередження про радіолокаційне та лазерне опромінення, а також датчики попередження про ракетну атаку. У випадку атаки ракет із радіолокаційною системою наведення літак може застосувати станцію постановки активних перешкод та дві радіолокаційні приманки, які розташовуються на закінцівках крила. Також система DASS має у своєму складі два автоматичні пристрої відстрілу теплових пасток, які служать для захисту від ракет з інфрачервоним наведенням.

### Зниження радіолокаційної помітності
Хоча новий винищувач не належить до категорії літальних апаратів (ЛА), виконаних за технологією «стелс», при його проєктуванні було виконано низку конструктивно-компонувальних заходів, спрямованих на зниження ефективної поверхні розсіювання (ЕПР). Ще на початку проєктування перед розробниками літака була поставлена задача знизити фронтальну ЕПР у чотири рази в порівнянні з Panavia «Торнадо».
Для зниження відбиття променів від вхідних каскадів двигуна, вхідні отвори повітрозабірників покриті радіопоглинальними матеріалами. Хоча у винищувача немає внутрішніх відсіків озброєння, але зовнішні підвіски виконані напівутопленими, що дозволяє частково захистити їх від падаючого ЕМ випромінювання. Елементи літака, які мають найбільшу відбивну здатність (несні площини, елементи горизонтального оперення), покриті радіопоглинальними матеріалами.
Бортова РЛС Captor-М, яка встановлена на винищувачі, відносно легко виявляється за власним випромінюванням. Тому для зменшення електромагнітного випромінювання від БРЛС на винищувачі встановлена автоматизована система управління випромінюванням EMCON. Набагато менше випромінювання створює модернізований радар CAPTOR-E, що буде встановлений на літак у 2015 році. Зниженню помітності винищувача сприяє використання ним і пасивних засобів пошуку цілей, наприклад, інфрачервоної системи виявлення та супроводження цілей PIRATE.
Компанія BAE Systems стверджує, що їй вдалося виконати вимоги замовника по зниженню радіолокаційної помітності літака, і ЕПР винищувача становить приблизно четверту частину від відповідного значення винищувача-бомбардувальника «Торнадо». За даними Королівських військово-повітряних сил, радіолокаційна помітність літака навіть менша, ніж вимагалося. Точне значення ЕПР винищувача офіційно не повідомляється, але за оцінками експертів воно становить менше 1 квадратного метра без зовнішніх підвісок.

### Озброєння

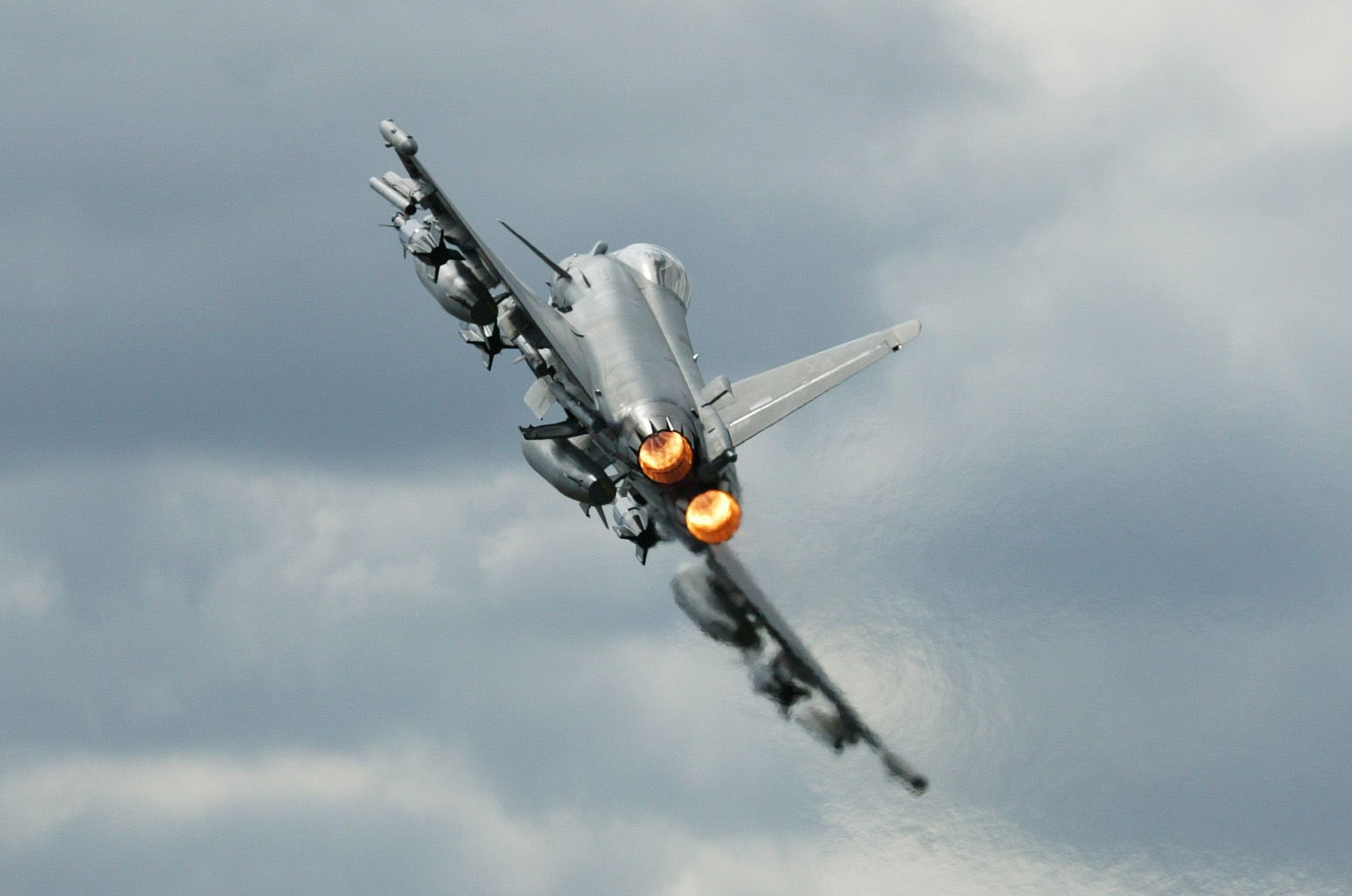
Typhoon під час авіасалону у Фарнборо, 2010 рік

Перші модифікації винищувача (Block 1 та Block 2) були призначені тільки для ведення повітряних боїв і не могли ефективно застосовуватися проти наземних цілей. Починаючи з модифікації Block 5 «Єврофайтери» могли застосовувати бомби з лазерним наведенням. Але їх ударні можливості не задовольняли британські військово-повітряні сили, тому 20 липня 2006 року RAF уклали контракт на модернізацію своїх «Тайфун» Block 5 шляхом установки лазерного покажчика цілі LITENING III. Це дозволило їм використовувати бомби з лазерним наведенням GBU-16 Paveway II, нова модифікація літака дістала назву FGR 4.
Бойові можливості «Тайфуна» були значно розширені в серії Транш 2. Літаки, які виробляються з 2013 року, мають можливість застосовувати бомби Paveway IV та EGBU-16. Ця високоточна зброя, окрім наведення по лазерному променю, має ще і канал для супутникового наведення. Ще одне важливе вдосконалення, яке отримав літак — це можливість вражати високоточними бомбами по декілька наземних цілей за один захід. В 2015-му «Тайфуни» зможуть застосовувати крилаті ракети великої дальності Storm Shadow та KEPD 350, а також ракети «повітря-земля» ближнього радіуса дії Brimstone. З 2017 року літак отримає можливість нести протикорабельні ракети. Під кожною половиною крила «Єврофайтера» може поміститися по дві ПКР RBS-15, або по три Sea Killer, але остаточне рішення про їх інтеграцію на літак ще не прийнято. Після 2015-го «Тайфун» буде озброєний новітніми ракетами класу «повітря-повітря» Meteor, що значно розширить його можливості по знищенню повітряних цілей за межами візуальної видимості.
Крім ракетно-бомбового озброєння літак може застосовувати свою 27-мм швидкострільну гармату Mauser BK-27. Гармата розроблялася спеціально для винищувача-бомбардувальника «Торнадо», тому при установці на «Тайфун» вона була дещо видозмінена. Привід гармати електричний, що разом із револьверним способом подачі снарядів забезпечує скорострільність 1700 пострілів на хвилину. В 1999 році було заплановано встановити гармати лише на 51 «Єврофайтер» британських ВПС, а на інших літаках замість неї мав використовувати спеціальний баласт. Але в 2006-му це суперечливе рішення було скасоване, і як результат — всі «Тайфуни» випускаються з вбудованою гарматою Mauser BK-27.
У таблиці показано, яку зброю і в якій кількості можуть нести «Тайфуни», що стоять на озброєнні різних країн. Слід зазначити, що не всі вказані види зброї можуть використовуватися на «Єврофайтерах» в даний момент, деяке озброєння (наприклад Storm Shadow, Meteor) буде інтегроване на літак у майбутньому.
| Ракети «повітря-повітря»            | Ракети «повітря-повітря» | Ракети «повітря-повітря» | Ракети «повітря-повітря» | Ракети «повітря-повітря» | Ракети «повітря-повітря» | Ракети «повітря-повітря» | Ракети «повітря-повітря» | Ракети «повітря-повітря» | Ракети «повітря-повітря» | Ракети «повітря-повітря» | Ракети «повітря-повітря» | Ракети «повітря-повітря» | Ракети «повітря-повітря» | Ракети «повітря-повітря» | Ракети «повітря-повітря» | Ракети «повітря-повітря» |
| Точки підвіски:                     | 1                        | 2                        | 3                        | 4                        | 5 & 6                    | 7 & 8                    | 9                        | 10                       | 11                       | 12                       | Австрія                  | Німеччина                | Італія                   | Саудівська Аравія        | Іспанія                  | Велика Британія          |
| ----------------------------------- | ------------------------ | ------------------------ | ------------------------ | ------------------------ | ------------------------ | ------------------------ | ------------------------ | ------------------------ | ------------------------ | ------------------------ | ------------------------ | ------------------------ | ------------------------ | ------------------------ | ------------------------ | ------------------------ |
| AIM-9 Sidewinder                    | 1                        | 1                        | 1                        | 1                        | —                        | —                        | 1                        | 1                        | 1                        | 1                        |                          | Так                      | Так                      | Так                      |                          | Так                      |
| AIM-132 ASRAAM                      | 1                        | 1                        | 1                        | 1                        | —                        | —                        | 1                        | 1                        | 1                        | 1                        |                          |                          |                          |                          |                          | Так                      |
| AIM-2000 IRIS-T                     | 1                        | 1                        | 1                        | 1                        | —                        | —                        | 1                        | 1                        | 1                        | 1                        | Так                      | Так                      | Так                      | Так                      | Так                      |                          |
| AIM-120 AMRAAM                      | —                        | 1                        | 1                        | 1                        | 2                        | 2                        | 1                        | 1                        | 1                        | -                        |                          | Так                      | Так                      | Так                      | Так                      | Так                      |
| MBDA Meteor                         | —                        | 1                        | 1                        | 1                        | 2                        | 2                        | 1                        | 1                        | 1                        | -                        |                          | Так                      | Так                      |                          | Так                      | Так                      |
| Ракети «повітря-земля»              |                          |                          |                          |                          |                          |                          |                          |                          |                          |                          |                          |                          |                          |                          |                          |                          |
| Taurus KEPD 350                     | —                        | —                        | 1                        | 1                        | —                        | —                        | 1                        | 1                        | —                        | -                        |                          | Так                      |                          |                          | Так                      |                          |
| Storm Shadow                        | —                        | —                        | 1                        | 1                        | —                        | —                        | 1                        | 1                        | —                        | -                        |                          |                          | Так                      |                          |                          | Так                      |
| Brimstone                           | —                        | 3                        | 3                        | 3                        | —                        | —                        | 3                        | 3                        | 3                        | -                        |                          |                          |                          |                          |                          | Так                      |
| ALARM                               | —                        | 1                        | 1                        | 1                        | —                        | —                        | 1                        | 1                        | 1                        | -                        |                          |                          |                          | Так                      |                          | Так                      |
| AGM-88 HARM                         | —                        | 1                        | 1                        | 1                        | —                        | —                        | 1                        | 1                        | 1                        | -                        |                          | Так                      | Так                      |                          | Так                      |                          |
| Протикорабельні ракети              |                          |                          |                          |                          |                          |                          |                          |                          |                          |                          |                          |                          |                          |                          |                          |                          |
| AGM-84 Harpoon                      | —                        | 1                        | 1                        | 1                        | —                        | —                        | 1                        | 1                        | 1                        | -                        |                          |                          |                          |                          | Так                      |                          |
| Керовані авіабомби                  |                          |                          |                          |                          |                          |                          |                          |                          |                          |                          |                          |                          |                          |                          |                          |                          |
| GBU-10 Paveway II (907 кг)          | —                        | —                        | 1                        | 1                        | —                        | —                        | 1                        | 1                        | —                        | -                        |                          |                          |                          |                          | Так                      |                          |
| GBU-16 Paveway II (454 кг)          | —                        | 1                        | 1                        | 1                        | —                        | —                        | 1                        | 1                        | 1                        | -                        |                          |                          |                          |                          | Так                      | Так                      |
| GBU-24 Paveway III (907 кг)         | —                        | —                        | 1                        | 1                        | —                        | —                        | 1                        | 1                        | —                        | -                        |                          |                          |                          |                          | Так                      |                          |
| GBU-48 Enhanced Paveway II (454 кг) | —                        | 1                        | 1                        | 1                        | —                        | —                        | 1                        | 1                        | 1                        | -                        |                          | Так                      |                          |                          | Так                      | Так                      |
| Paveway IV (227 кг)                 | —                        | 1                        | 1                        | 1                        | —                        | —                        | 1                        | 1                        | 1                        | -                        |                          |                          |                          |                          |                          | Так                      |

### Варіанти

#### Транш 1
Блок 1
Може використовувати тільки зброю класу «повітря-повітря»
Блок 2
Розширені можливості для знищення повітряних цілей шляхом інтеграції ракет класу «повітря-повітря» AIM-9L, ASRAAM та AIM-120B AMRAAM. Установлена бортова оборонна система DASS та інфрачервона система PIRATE.
Блок 2В
На літак установлені термінал передачі інформації MIDS, система попередження про зіткнення із землею та всі компоненти оборонної системи DASS.
Блок 5
«Тайфун» отримав можливість застосовувати зброю класу «повітря-земля». На літак установлено голосову систему управління польотом та доповнено ІЧ-систему PIRATE. Також оновлене програмне забезпечення, а екіпаж літака отримав окуляри нічного бачення. До рівня Блок 5 були модернізовані всі літаки модифікації Блок 1.
«Тайфун» FGR 4
Британська модернізація «Тайфун» Блок 5 шляхом встановлення лазерного цілевказувача LITENING III, що дозволило літаку застосовувати бомби з лазерним наведенням GBU-16 Paveway II.

#### Транш 2
Блок 8
Установлено новий бортовий комп'ютер та розширені можливості БРЛС CAPTOR-M.
Блок 10
Підвищена ефективність оборонної системи DASS, установлені термінал передачі даних Link 16, лазерний ціле вказівник LITENING III та нова система радіолокаційного розпізнання. До складу озброєння літака введено ракети «повітря-повітря» AIM-120С-5 та IRIS-T і високоточні авіабомби Paveway ІІІ та IV. Також «Тайфун» отримав можливість одночасно застосовувати дві бомби з лазерним наведенням по різних цілях.
Блок 15
На літак будуть інтегровані ракети «повітря-повітря» великої дальності «Метеор», ракети «повітря-земля» ближнього радіуса дії Brimstone та крилаті ракети середньої дальності KEPD 350 і Storm Shadow

#### Транш 3
Блок 20
Модернізований комплекс електроніки, що дозволить встановлювати на «Тайфун» нове обладнання, в тому числі БРЛС CAPTOR-E. В конструкцію літака внесені зміни, щоб він мав можливість нести два фюзеляжні конформні паливні баки, хоча уставка самих баків буде виконана пізніше.
Блок 25
Літак отримає нову БРЛС з активною фазованою антенною решіткою CAPTOR-E та покращені засоби передачі інформації. Крім того, «Тайфун» зможе застосовувати ракети «повітря-повітря» великої дальності «Метеор» та крилаті ракети KEPD 350 і Storm Shadow, а екіпаж літака отримає можливість перенацілювати зброю після пуску.
Блок 30
Конфігурація цієї модифікації ще не визначена, але відомо, що літак буде застосовуватись для знищення протиповітряної оборони противника, а до його озброєння включать ракети класу «повітря-земля» Brimstone II і протикорабельні ракети. Також «Тайфун» зможе використовувати підвісний контейнер із розвідувальним обладнанням.

#### Палубний варіант
Головні відмінності палубного «Тайфуна» полягають у наявності пристосувань для посадки на авіаносець, а саме — посадкового гака, посиленої передньої стійки шасі та ін. Утім палубна версія літака ніколи не виходила за рамки проєктів через відсутність попиту на неї.

## Історія експлуатації

### Введення в експлуатацію
4 серпня 2003 року було введено в експлуатацію перший серійний «Тайфун» (б/н GT003), який поступив на озброєння німецьких військово-повітряних сил. Першими експлуатаційної готовності досягли італійські «Тайфуни», дислоковані на авіабазі Grosseto, 16 грудня 2005-го вони заступили на своє перше бойове чергування. Поставки перших багатоцільових «Єврофайтерів» розпочалися 9 серпня 2007 року, їх отримала 11-та ескадрилья RAF. До липня наступного року літаки були повністю освоєні екіпажами і вже могли залучатися до виконання бойових завдань.
У вересні 2013 року загальний наліт усіх випущених літаків перевищив 200000 годин.
Станом на грудень 2021 року сукупна кількість виготовлених та замовлених літаків сягнула 661 одиниці.

### Велика Британія

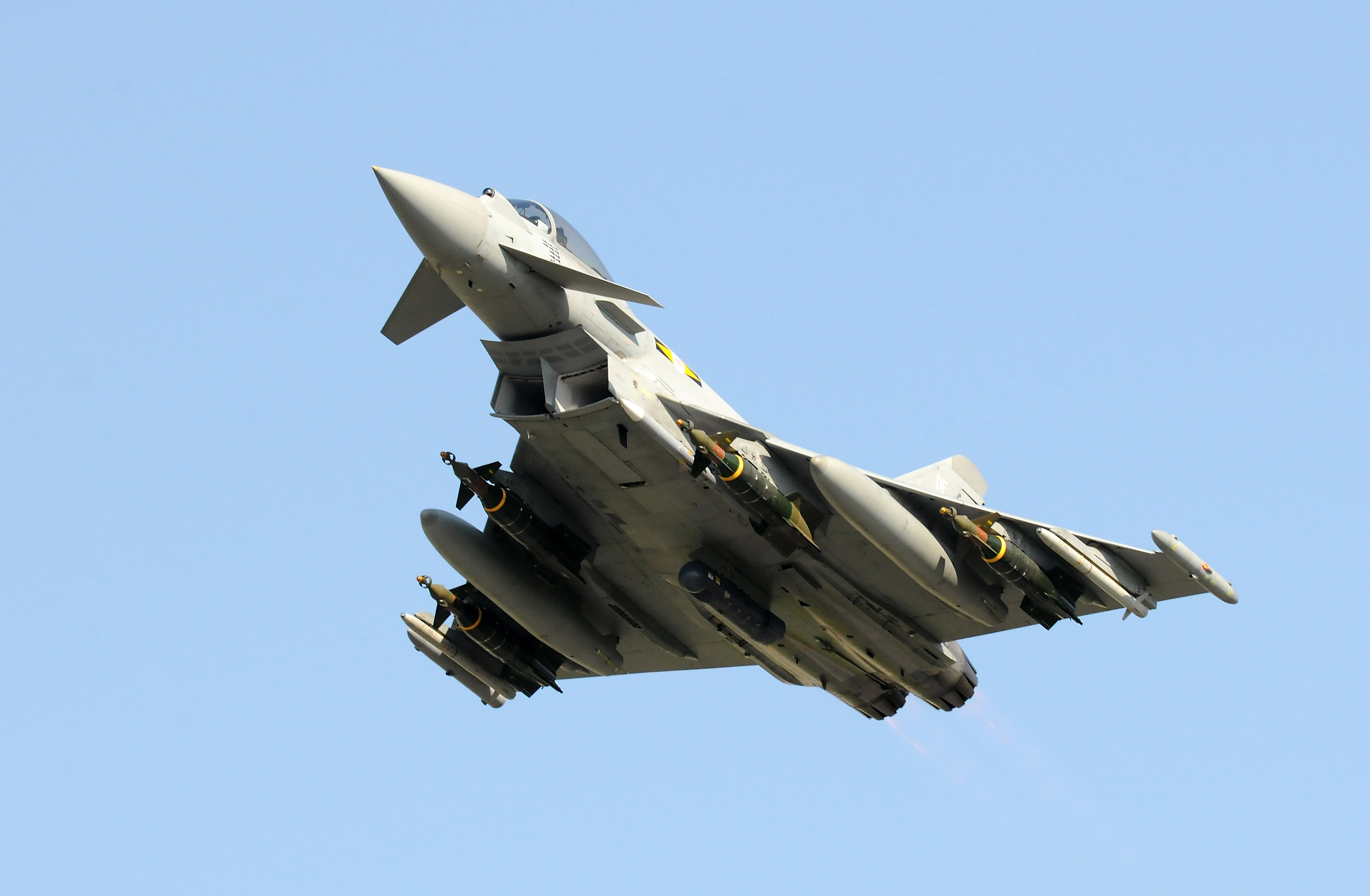
Британський «Тайфун» вилітає на бойове завдання під час військової операції в Лівії

У вересні 2009 року «Тайфуни» замінили винищувачі-перехоплювачі Tornado F3 на авіабазі Mount Pleasant, яка знаходиться на Фолклендських островах. Цей крок викликав занепокоєння аргентинської сторони, яка висловила офіційний протест проти розміщення новітніх винищувачів на спірній території.
18 березня 2011 року британський прем'єр-міністр Девід Камерон оголосив, що «Тайфуни» будуть залучені до встановлення безпольотної зони над Лівією. Уперше євро винищувач мав узяти участь у бойовій операції. 20 березня 10 «Тайфунів» із 3-ї та 11-ї ескадрилей прибули на авіабазу Gioia del Colle в південній Італії. Вся наземна інфраструктура для обслуговування літаків була розгорнута менше, ніж за 18 годин і вже на наступного дня «Тайфуни» почали здійснювати вильоти на патрулювання. Літаки не залучалися до першого, найскладнішого, етапу операції — знищення лівійської системи протиповітряної оборони. Це завдання виконала, в основному, американська авіація.
Уже на початку війни британці зіткнулися з нестачею пілотів для винищувачів «Тайфун». Британське командування було змушене залучити до операції навіть пілотів-інструкторів, перериваючи, таким чином, навчальний процес для майбутніх пілотів «євровинищувачів». 12 квітня «Тайфун» вперше здійснив бомбардування наземної цілі. Під час нього «Тайфун» у парі з бомбардувальником «Торнадо» GR4 скинули по одній бомбі з лазерним наведенням GBU-16. Цілями для авіаудару служили транспортні засоби військ Каддафі, які знаходились на території покинутої танкової бази. Бомбардування пройшло успішно, але підсвічування цілі для «Тайфуна» здійснював «Торнадо», тому що його екіпаж не був достатньо підготовлений для виконання подібного завдання. Та і взагалі в RAF відчувалася істотна нестача пілотів, які могли виконувати бомбардування наземних цілей на літаках «Тайфун».
Більшість вильотів здійснювалися на відстань понад 1000 км від місця базування. Для бомбардувальних вильотів «Тайфуни», як правило, брали по чотири 1000-фунтові високоточні бомби Enhanced Paveway II, підвісний ціле вказівник LITENING ІІІ, ракети AMRAAM та ASRAAM. Бойові вильоти часто тривали по 5—7 годин, але завдяки комфортним умовам роботи екіпажу пілоти досить легко переносили подібні навантаження. В середньому на день «Тайфуни» здійснювали по чотири бойових вильоти. При цьому для їх забезпечення було достатньо роботи 31 технічного спеціаліста, що стало можливим завдяки простоті обслуговування та експлуатації літака. 23 вересня британські «Тайфуни» завершили участь в операції і повернулися на свої бази. Всього за період лівійської кампанії вони здійснили 613 бойових вильотів загальною тривалістю 3035 годин та скинули на позиції противника 234 бомби.
Від самого початку експлуатації британські «Тайфуни» страждають від дефіциту запчастин, як наслідок — літають значно менше запланованого. Причина полягає в тому, що виробництво запчастин розподілене між всіма країнами — учасницями консорціуму і це призводить до значних затримок і перебоїв у поставці запчастин. Щоб хоч якось покращити ситуацію, британські ВПС вдаються до технічного «канібалізму», використовуючи одні літаки, як джерело запчастин для інших. І подібна ситуація, за словами чиновників із Міністерства оборони, буде зберігатися мінімум до 2015 року.
Згідно з планами оборонного відомства, «Тайфун» буде стояти на озброєнні RAF до кінця 2030-х років. Британці ще не визначилися із заміною «Єврофайтерам», скоріше всього, це буде змішаний парк пілотованих та безпілотних літальних апаратів, остаточне рішення приймуть до 2020 року.
14 грудня 2021 року стався повітряний бій, в якому вперше «Тайфун» RAF вразив повітряну ціль — малорозмірний безпілотний літальний апарат. Даний БПЛА рухався в бік американської військової бази аль-Танф, розташованої за 24 км на захід від прикордонного пункту аль-Танф в провінції Хомс та знаходився під контролем опозиційних сил. Ціль була знищена ракетою Advanced Short Range Air to Air Missile (ASRAAM).

### Італія
З 17 липня 2009 року на італійські «Тайфуни» покладене завдання захищати повітряний простір Албанії.
29 березня 2011 року італійські «Єврофайтери» вперше взяли участь у бойових діях, їх було залучено до патрулювання безпольотної зони над Лівією.
19 квітня 2021 року італійські F-2000 здійснили переліт на авіабазу Alì Al Salem в Кувейті. Тут вони виконуватимуть розвідувальні польоти з використанням підвісного модуля Rafael RecceLite II в рамках операції «Непохитна рішучість». Раніше такі місії виконували літаки Tornado та AMX A-11 Ghibli).

### Вартість експлуатації
Вартість однієї години польоту британського «Тайфуна» у 2012 році складала $18000. Для порівняння у JAS 39 Gripen цей показник дорівнює $4700, а у F-16C Block 50 — $7000. За вартістю експлуатації «Тайфун» перевершує навіть французький «Рафаль», який вважається дорогим та складним в обслуговуванні. Одна година польоту французького винищувача коштує $16500. У той же час експлуатація «Тайфуна» обходиться дешевше, ніж винищувачів п'ятого покоління, наприклад вартість години польоту F-35А складає $21000, а F-35С — $31000.

## Експорт

### Австрія

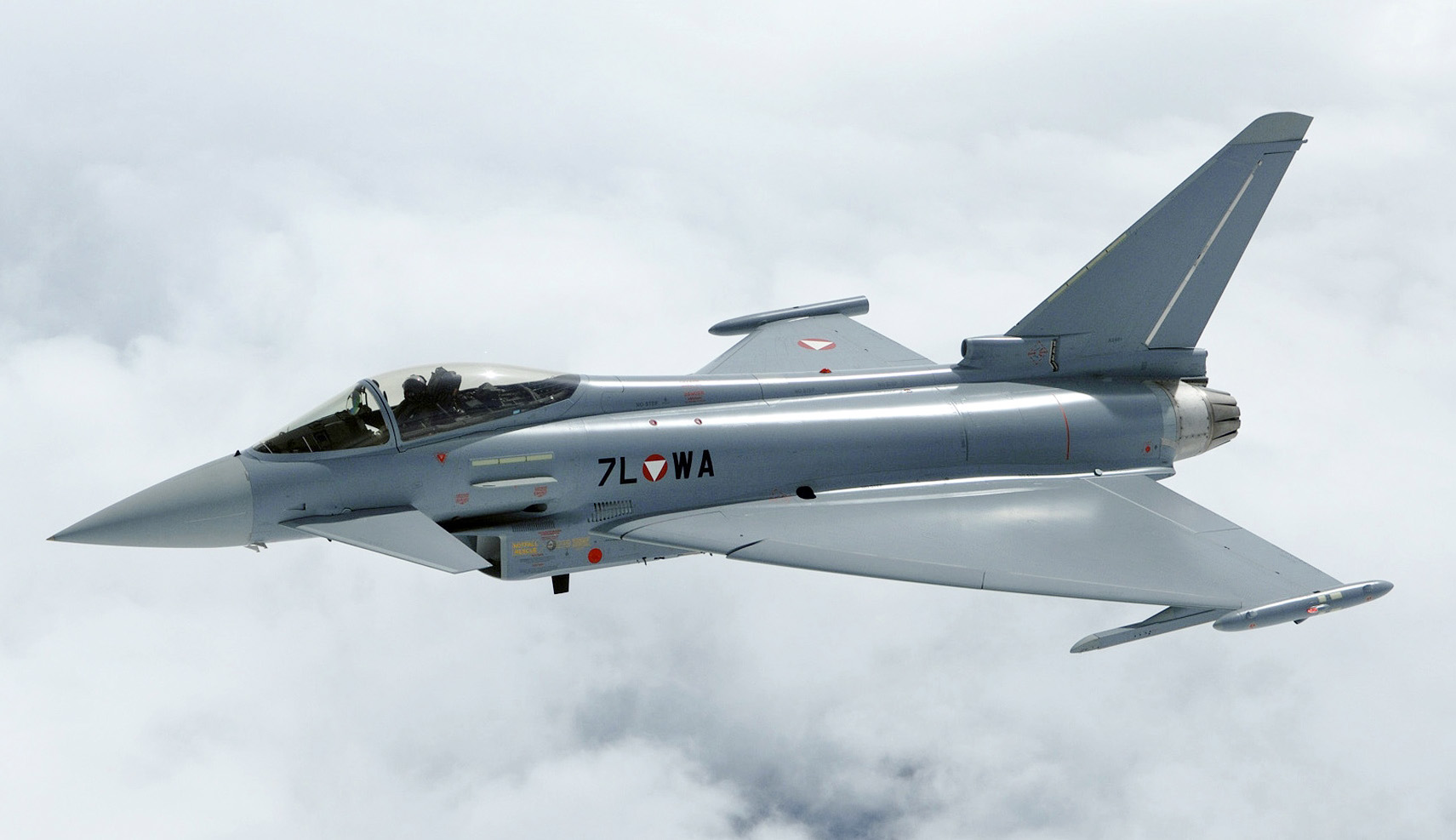
Австрійський «Тайфун» під час польоту

На початок 2000-х років австрійська винищувальна авіація складалася із застарілих шведських літаків Saab 35 Draken та орендованих у Швейцарії F-5 Freedom Fighter. Для їх заміни австрійський уряд провів тендер, в якому взяли участь Typhoon, F-16 Fighting Falcon та JAS 39 Gripen. Тендер завершився 2 липня 2002-го і за його результатами переміг «Тайфун». До липня наступного року сторони узгодили умови контракту, згідно з ним Австрія купувала 18 винищувачів, відповідне наземне обладнання та навчальні тренажери на загальну суму €2 млрд. Але 26 липня 2007 року австрійське міністерство оборони урізало замовлення до 15 літаків. 12 липня того ж року австрійські військово-повітряні сили отримали перший «Тайфун». В 2008 році стало відомо, що Австрії будуть поставлені винищувачі серії Транш 1, а не Транш 2, як було обумовлено в контракті. Крім того, ціна кожного літака зростала з €109 мільйонів до €114. В 2011 році в ЗМІ з'явилася інформація, що компанія EADS заплатила австрійським лобістам понад €100 млн, щоб вони допомогли переконати уряд придбати саме «Єврофайтер». Після публікації цієї інформації, австрійська прокуратура почала офіційне розслідування. Слідство підтвердило факти корупції під час проведення тендеру і це могло стати підставою для розриву контракту і повернення винищувачів виробнику, але Австрія вирішила не вдаватися до таких дій, тому що вони могли серйозно підірвати обороноздатність країни.

### Саудівська Аравія

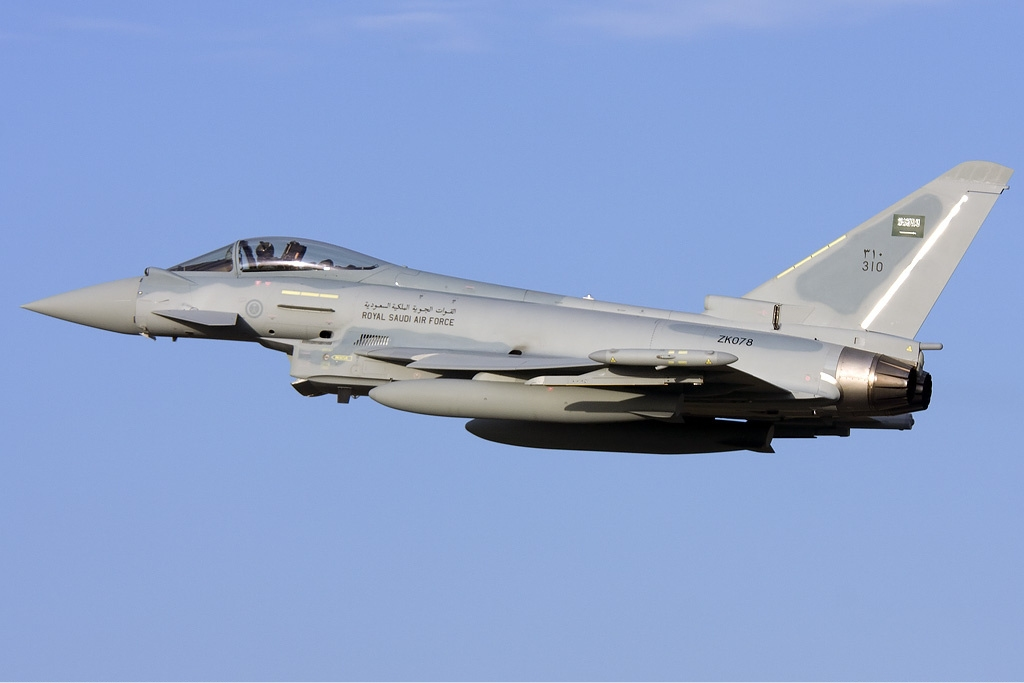
Саудівський «Тайфун» під час польоту над територією Мальти

18 серпня 2006 року з'явилася офіційна інформація, що Саудівська Аравія погодилася закупити 72 «Тайфуни». Але вже в грудні підписання контракту опинився під загрозою через виявлення британською прокуратурою фактів корупції в британо-саудівських оборонних контрактах 1980-х рр. Тим не менш, ситуацію вдалося швидко владнати. 14 грудня генеральний прокурор Пітер Голдсміт віддав розпорядження припинити розслідування, мотивуючи це питаннями «національної та міжнародної безпеки». Контракт на поставку винищувачів «Тайфун» був підписаний 17 вересня 2007 року, згідно з ним Саудівська Аравія мала отримати 72 літаки загальною вартістю £4,43 млрд. Перші 24 «Тайфуни» належали до серії Транш 2 і спочатку призначалися для британських ВПС, наступні 48 літаків мали належати до третього траншу, а їх збирання повинно було відбуватися в Саудівські Аравії. Але в 2011 році, з ініціативи виробника, в умови контракту були внесені зміни. Згідно з ними Саудівська Аравія отримувала тільки 24 «Тайфуни» третього траншу, при цьому випуск всіх 72 літаків проходив на британських заводах. Крім замовлених «Тайфунів», саудівці розглядають можливість закупки додаткової партії з 24 літаків.. В 2008-у в ЗМІ з'являлася інформація про плани Саудівської Аравії придбати додатково 60, або навіть 72 «Єврофайтера». Але після рішення закупити 84 F-15SA, така можливість виключається.
Перший саудівський «Тайфун» піднявся в повітря 22 жовтня 2008 року. Після завершення всіх випробувань, 11 червня 2009-го він був переданий замовнику. До 2011 року Саудівська Аравія отримала 24 «Тайфуни» другого траншу: 18 одно- і 6 двомісних. У тому ж році поставки літаків призупинилися через переговори про зміну умов контракту. В 2013-му вони відновилися, всього до кінця року Саудівська Аравія має отримати 10 «Тайфунів», довівши їхню кількість до 34.

### Оман
Під час авіакосмічного салону Фарнборо, який проходив у липні 2008 року, з'явилася офіційна інформація, що Оман цікавиться придбанням «Тайфунів», а переговори з ним знаходяться на «просунутій стадії». Нові літаки мали замінити застарілі штурмовики Jaguar. Крім «Єврофайтера», розглядалася можливість закупки шведського винищувача JAS 39 Gripen. Але в квітні 2010-го укладання контракту опинилося під загрозою. Причиною стали переговори Оману з компанією Lockheed Martin про можливість придбання 18 F-16. В грудні 2011-го Оман вирішив купити 12 F-16C/D Block 50, тому шанси для «Єврофайтера» ще зберігалися. І тільки 21 грудня 2012 року, після довгих переговорів, контракт на придбання «Тайфунів» був підписаний. Згідно з його умовами Оман має отримати 12 літаків з початком поставок у 2017 р.

### Потенційні користувачі
Бахрейн
8 серпня 2013 року компанія BAE Systems оголосила, що Бахрейн розглядає можливість закупки винищувача «Тайфун». Його конкурентами виступають шведський JAS 39 Gripen, французький Rafale та американський F-35 Lightning II.
 Болгарія
Болгарські військово-повітряні сили активно шукають заміну радянським винищувачам МіГ-21, але бюджетні рамки програми досить обмежені. Враховуючи це, німецький уряд запропонував Болгарії придбати вживані «Тайфуни» першого траншу. Крім цього варіанту болгари розглядають можливість придбання багатоцільових винищувачів F/A-18E/F Super Hornet, JAS 39 Gripen та F-16 Fighting Falcon.
 Данія
F-16AM/BM, які стоять на озброєнні данських військово-повітряних сил у 2020 році почнуть виводитися з експлуатації. Для їх заміни Данія планує придбати від 24 до 30 нових літаків на суму до $5,5 млрд. Серед можливих варіантів розглядаються Typhoon, F/A-18E/F Super Hornet, F-35 Lightning II та Gripen NG. Остаточне рішення має бути ухвалене в середині 2015 року.
 Канада
В грудні 2012 року канадський уряд оголосив, що через високу вартість закупки F-35 буде розглянута можливість придбання інших літаків, втому числі і «Тайфунів». Але кінцеве рішення, скоріше всього, буде ухвалено тільки після парламентських виборів у жовтні 2015-го.
 Катар
Керівництво країни розглядає можливість закупки нового літака для заміни французьких винищувачів Dassault Mirage 2000-5. Претендентами на заміну виступають багатоцільові винищувачі Eurofighter Typhoon, Boeing F/A-18E/F Super Hornet та Lockheed Martin F-35 Lightning II. Всього Катар планує придбати 36 літаків з можливістю збільшення замовлення до 72.
 Малайзія
У грудні 2009 року малайське керівництво вирішило закупити новий літак для заміни російських МіГ-29Н, одним із претендентів виступає «Тайфун». Але окрім нього розглядається можливість придбання F-15 Eagle, F-16C/D block 52 Fighting Falcon, F/A-18E/F Super Hornet, Су-35, Rafale та JAS 39 Gripen NG.
 Перу
4 лютого 2013 року Іспанія зробила офіційну пропозицію перуанському керівництву купити 18 «Тайфунів» першого траншу по €45 мільйонів за літак. Хоча пропоновані «Єврофайтери» не нові, але їх середніх наліт невеликий — всього 600 годин, крім того замовник зможе отримати всі літаки вже через рік після підписання контракту.
 Сербія
У 2011 році сербська влада оголосила про намір придбати 12—16 багатоцільових винищувачів для заміни радянських літаків МіГ-21 та МіГ-29. Компанія EADS надіслала сербському уряду пропозицію купити «Тайфуни», але крім нього серби розглядали можливість придбання F-16, F/А-18E/F, Су-30, МіГ-29М, «Рафаля» та «Гріпена». Утім 30 квітня 2013-го сербське міністерство оборони заявило, що Сербія, найвірогідніше, обмежиться закупкою 6 МіГ-29М/М2.

### Провалені заявки
Греція
У 1999 році Греція вирішила закупити 60 «Тайфунів» для заміни літаків другого покоління, які все ще стояли на озброєнні грецьких ВПС. Але згодом покупка була відкладена через недостатнє фінансування та підготовку до Літніх Олімпійських ігор 2004 року. В 2006-му грецький уряд з метою зменшення дефіциту бюджету ухвалив рішення відкласти придбання нових літаків на 10 років. А у грудні 2011-го консорціум Eurofighter взагалі припинив співпрацю з Грецією, мотивуючи це тим, що через економічну кризу не варто очікувати від неї ніяких замовлень мінімум до 2018 року.
 Індія
У 2001 році індійський уряд оголосив про плани придбання 126 легких винищувачів з можливістю збільшення замовлення до 200. Але коли перед військово-повітряними силами постало питання заміни штурмовиків Jaguar та винищувачів-бомбардувальників МіГ-27, до літака були висунуті нові вимоги, а саме — середня злітна вага та можливість застосовувати високоточну зброю проти наземних цілей. В 2004-му Індія зробила відповідний запит авіаційним виробникам. На нього відгукнулися компанії Dassault (запропонувала Mirage 2000-5 Mk.2), Lockheed Martin (F-16C/D), МіГ (МіГ-29ОВТ) та Saab (JAS 39 Gripen). Індійські військові віддавали перевагу французькому літаку, але в 2007 році його виробництво було згорнуте. Через затягування тендеру, в ньому відбулися значні зміни: Mirage 2000-5 був замінений на Rafale, а МіГ-29ОВТ на МіГ-35. Крім того, за великий контракт вирішили позмагатися ще два гравці — компанії EADS («Тайфун») та Boeing (F/A-18E/F Super Hornet). За умовами тендеру 108 із 126 літаків мають бути зібрані на території Індії. Загальна вартість контракту оцінюється в $10,6 млрд, а у випадку закупки додаткової кількості літаків, вона може сягнути $20 млрд.
До фінальної частини тендеру, яка стартувала у квітні 2011 року, пройшли «Тайфун» і «Рафаль», але перемогу отримав французький літак. Переговори між компанією Dassault та індійською стороною стосовно умов контракту значно затягнулися, тому після завершення тендеру британський уряд неодноразово намагався вмовити Індію придбати «Тайфуни».
 Норвегія
На початку 2008 року компанія EADS запропонувала Норвегії придбати «Тайфуни» для заміни винищувачів F-16AM/BM. Також норвезький уряд розглядав можливість придбання F-35 та JAS 39NG. Але 20 жовтня 2008-го норвежці оголосили, що єдиний літак, який відповідає всім висунутим вимогам  — F-35A. Як наслідок, 12 червня 2012 року Норвегія та компанія Lockheed Martin підписали $10-мільярдний контракт на закупку 52 F-35A.
 ОАЕ
З 2011 року ОАЕ цікавляться придбанням 60 нових літаків для заміни французьких винищувачів Mirage 2000. Спочатку уряд країни хотів придбати винищувачі «Рафаль», але переговори з компанією Dassault завершилися безуспішно. Тому в листопаді 2012-го Емірати почали проявляти інтерес до «Тайфуна». А згодом конкуренцію європейцям вирішила скласти компанія Boeing, яка запропонувала свій F/A-18E/F Super Hornet. Але у квітні 2013 року відбувся неочікуваний поворот — керівництво ОАЕ вирішило придбати 25 F-16E/F Block 61, а решту замовлень віддати «Рафалю» або «Тайфуну». У січні 2014-го стало відомо, що Емірати більше не цікавляться покупкою «Єврофайтера», а єдиним претендентом залишився французький «Рафаль».
 Південна Корея
У 2002 році південнокорейський уряд дав старт програмі F-X. У рамках першої фази цієї програми передбачалося закупити 40 бойових літаків для заміни застарілих винищувачів Northrop F-5. Серед претендентів розглядалися «Тайфун», «Рафаль», Су-35 та F-15K Slam Eagle, вибір впав на останнього з них.
Майже через десятиліття у «Тайфуна» знову з'явився шанс нанести на свої крила та фюзеляж символіку південнокорейських ВПС. Цього разу Республіка Корея проводила конкурс у рамках 3-ї фази програми F-X. Противниками «Єврофайтера» виступали американські багатоцільові винищувачі F-35 Lightning II та F-15SE Silent Eagle. Всього планувалося закупити від 40 до 60 літаків на суму $9 млрд. Спочатку конкурс мав завершитися у вересні 2012 року, але оголошення його результатів було перенесене через президентські вибори в країні. Згодом в умови конкурсу були внесені зміни, а саме — учасники мали вкластися у суму $7,3 млрд за 60 літаків. Це ще більше затягнуло підбиття його результатів, які були оголошені тільки 17 вересня 2013-го. За підсумками конкурсу переможцем став F-15SE. Але південнокорейські високопосадовці не були в повній мірі задоволені таким вибором, тому 24 вересня конкурс був перезапущений. До літака висунули дві головні вимоги: по-перше, можливість завдавати превентивних ударів по північнокорейських ядерних об'єктах, по-друге він повинен мати кращі характеристики, ніж винищувачі п'ятого покоління Японії та Китаю. Найкраще цим вимогам відповідав літак компанії Lockheed Martin, тому 22 листопада південнокорейський уряд оголосив про рішення придбати 40 F-35A.
 Сінгапур
У 2005 році Сингапур проводив конкурс «Винищувач нового покоління» (Next Generation Fighter, або NGF) з метою закупити 12 нових літаків (з опціоном ще на 8) для заміни застарілих штурмовиків A-4SU Super Skyhawk. «Тайфун» брав участь у конкурсі, але ніколи не розглядався як головний претендент на перемогу, основна боротьба точилася між французьким Rafale та американським F-15SG. 6 вересня переможцем було оголошено американський літак.
 Туреччина
У рамках модернізації військово-повітряних сил, турецький уряд розглядав розглядав різні варіанти, втому числі і придбання винищувачів «Тайфунів». Але в 2009 році Туреччина ухвалила рішення збільшити замовлення на F-35А, що не залишало «Єврофайтеру» ніяких шансів.
 Швейцарія
У лютому 2007 року Швейцарія вирішила замінити застарілі американські винищувачі F-5 Tiger II. Претендентами на заміну виступали «Тайфун», «Рафаль» і JAS 39. Для визначення найкращого з них швейцарці вирішили провести повномасштабні випробування, які відбулися у жовтні 2008-го на авіабазі Emmen. Для порівняння у них взяли участь винищувачі-бомбардувальники F/A-18C/D Hornet, які стояли на озброєнні швейцарських ВПС. По результатам випробувань «Тайфун» зайняв друге місце, поступившись французькому «Рафалю». Але 30 листопада 2011-го швейцарський уряд ухвалив рішення придбати 22 винищувача Gripen NG, мотивуючи це нижчою ціною закупки та експлуатації, у порівнянні з іншими претендентами.
 Японія
Японське керівництво спочатку хотіло закупити американські винищувачі п'ятого покоління F-22 Raptor, але Конгрес заборонив їх експорт. Тому найкращою альтернативою, на думку японців, був «Тайфун». Крім нього розглядалася можливість придбання багатоцільових винищувачів компанії Boeing F/A-18E/F Super Hornet та F-15SE Silent Eagle. Але згодом погляди японських урядовців змінилися, вони почали надавати перевагу F-35A через його «стелс»-характеристики. І як наслідок — у грудні 2011 року Японія вирішила придбати 42 F-35A.

## Тактико-технічні характеристики
Джерело даних: RAF Typhoon Air Forces Monthly, Superfighters, and Brassey's Modern Fighters

### Технічні характеристики

Схема Eurofighter Typhoon

- Екіпаж: 1 (F.2, FGR.4) або 2 (T.1/T.1A)
- Довжина: 15,96 м
- Розмах крила: 10,95 м
- Висота: 5,28 м
- Площа крила: 51,2 м²[167]
- Кут стрілоподібності по передній кромці: 55°
- Коефіцієнт подовження крила: 2,2
- Маса порожнього: 11 000 кг[168]
- Нормальна злітна вага: 16 000 кг (у варіанті перехоплювача)[169]
- Максимальна злітна вага: 23 500 кг[170]
- Маса палива: 5000 кг (у внутрішніх баках)[171][172]
- Силова установка: 2 × ТРДДФ Eurojet EJ200
- Тяга:
  - Максимальна: 2 × 60 кН (6120 кгс)
  - На форсажі: 2 × 90 кН (9180 кгс)[168][173]

### Льотні характеристики
- Максимальна швидкість:

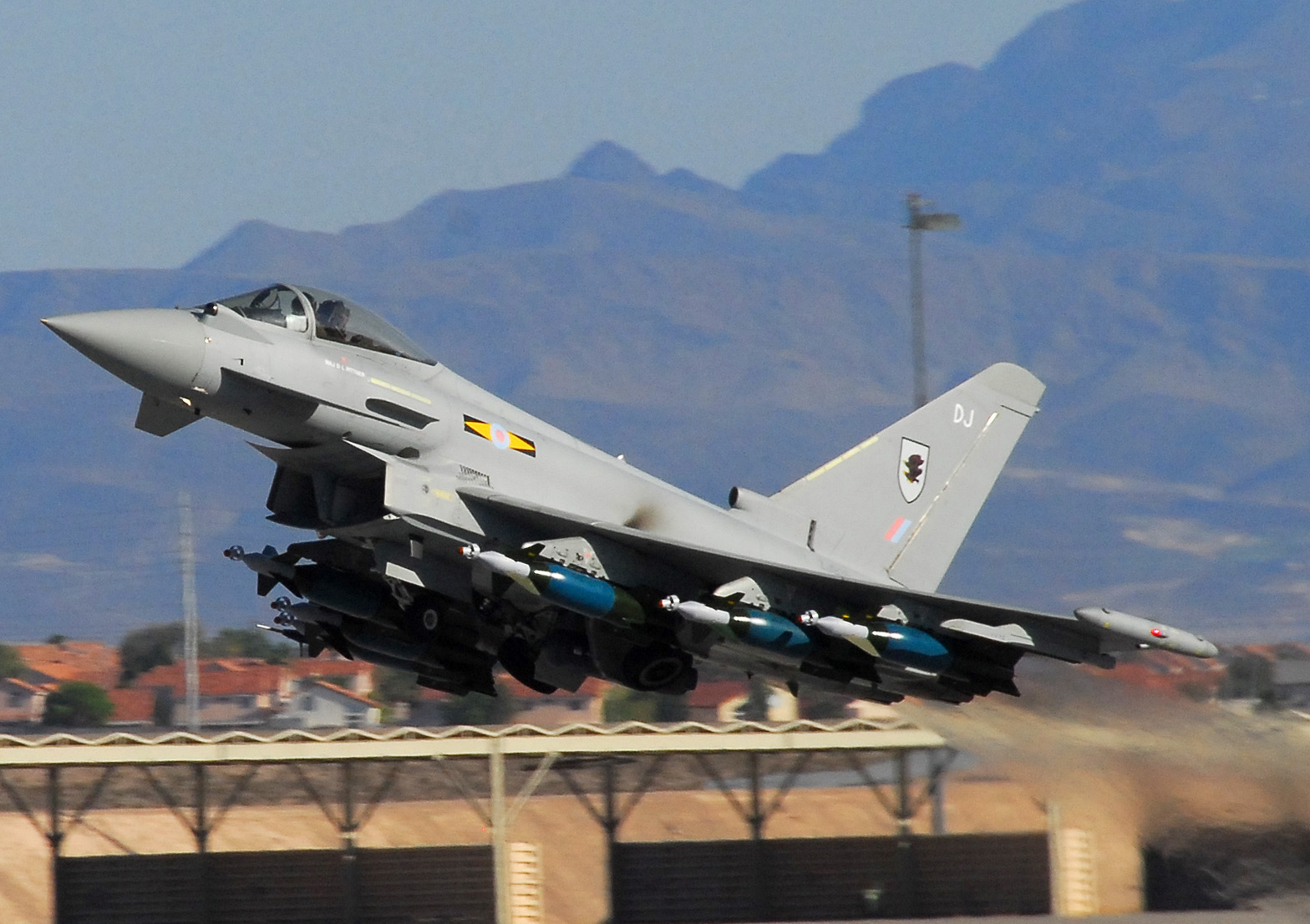
Британський Typhoon злітає з американської авіабази Nellis

  - На висоті: 2 Маха (2495 км/год на висоті 10975 м)[53][174]
  - Біля землі: 1,2 Маха (1470 км/год)[166]
  - Крейсерська безфорсажна: 1,5 Маха[175]
- Дальність польоту: 2900 км
- Перегоночна дальність: 3790 км (з трьома ППБ)
- Бойовий радіус дії:[167][176]
  - В режимі винищувача: 1389 км
  - В режимі винищувача з трьохгодинним патрулюванням: 185 км
  - В режимі ударного літака: 1389 км
  - В режимі ударного літака (з польотом на малій висоті): 601 км
- Практична стеля: 16765 м[53]
- Максимальна стеля: 19812 м[177]
- Швидкопідйомність: >315 м/с[178]
- Час розгону на малій висоті з 370 км/год до 1200 км/год: 30 с[170]
- Довжина розбігу/пробігу: 700 м (споряджений)[170]
- Навантаження на крило: 312 кг/м²[167]
- Тягооснащеність: 1,15 (у варіанті перехоплювача)[167]
- Максимальне експлуатаційне перевантаження: +9/-3
- ЕПР: 1 м² (без зовнішніх підвісок)[179]

### Озброєння

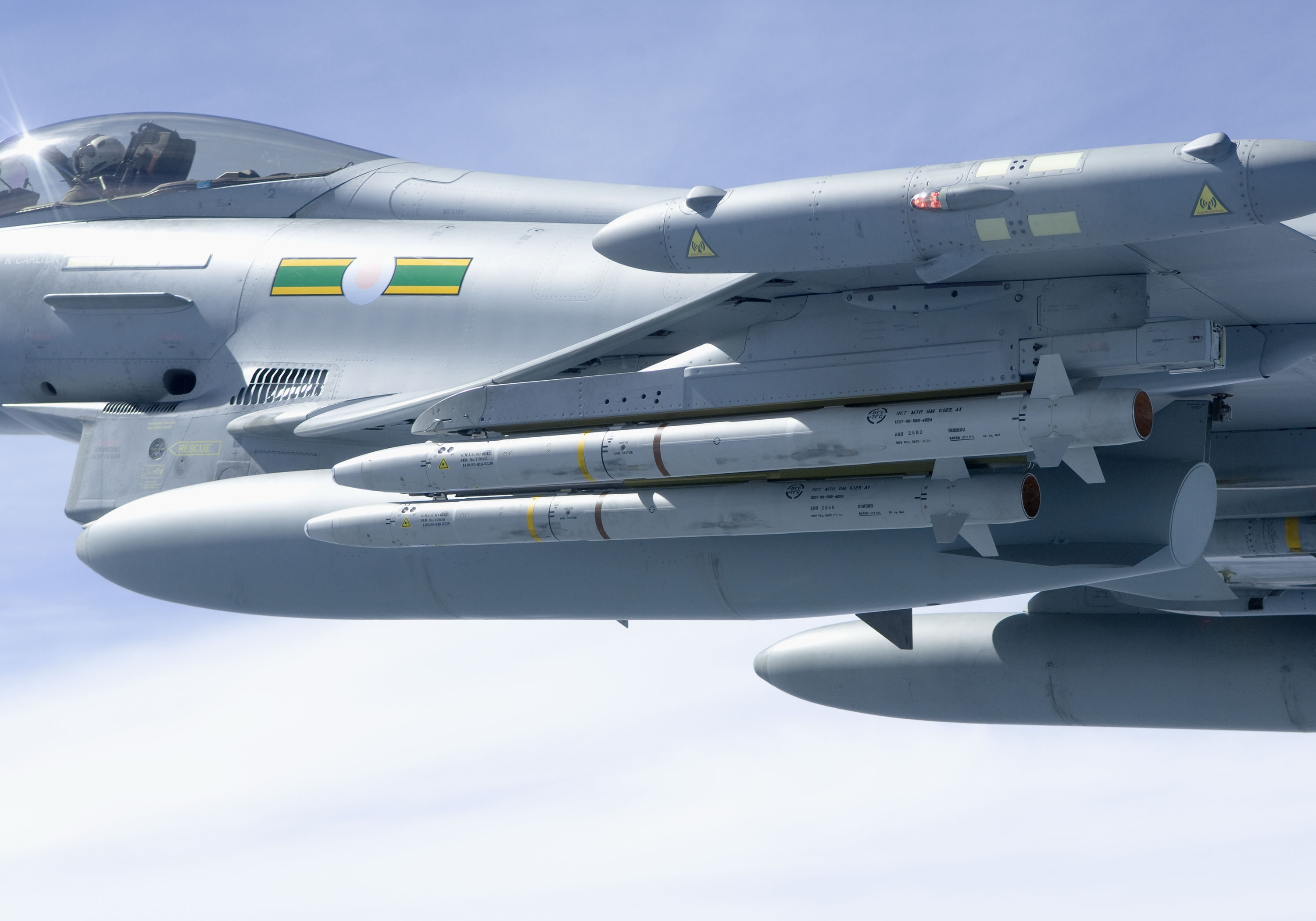
Британський «Тайфун» з ракетою класу «повітря-повітря» AIM-132

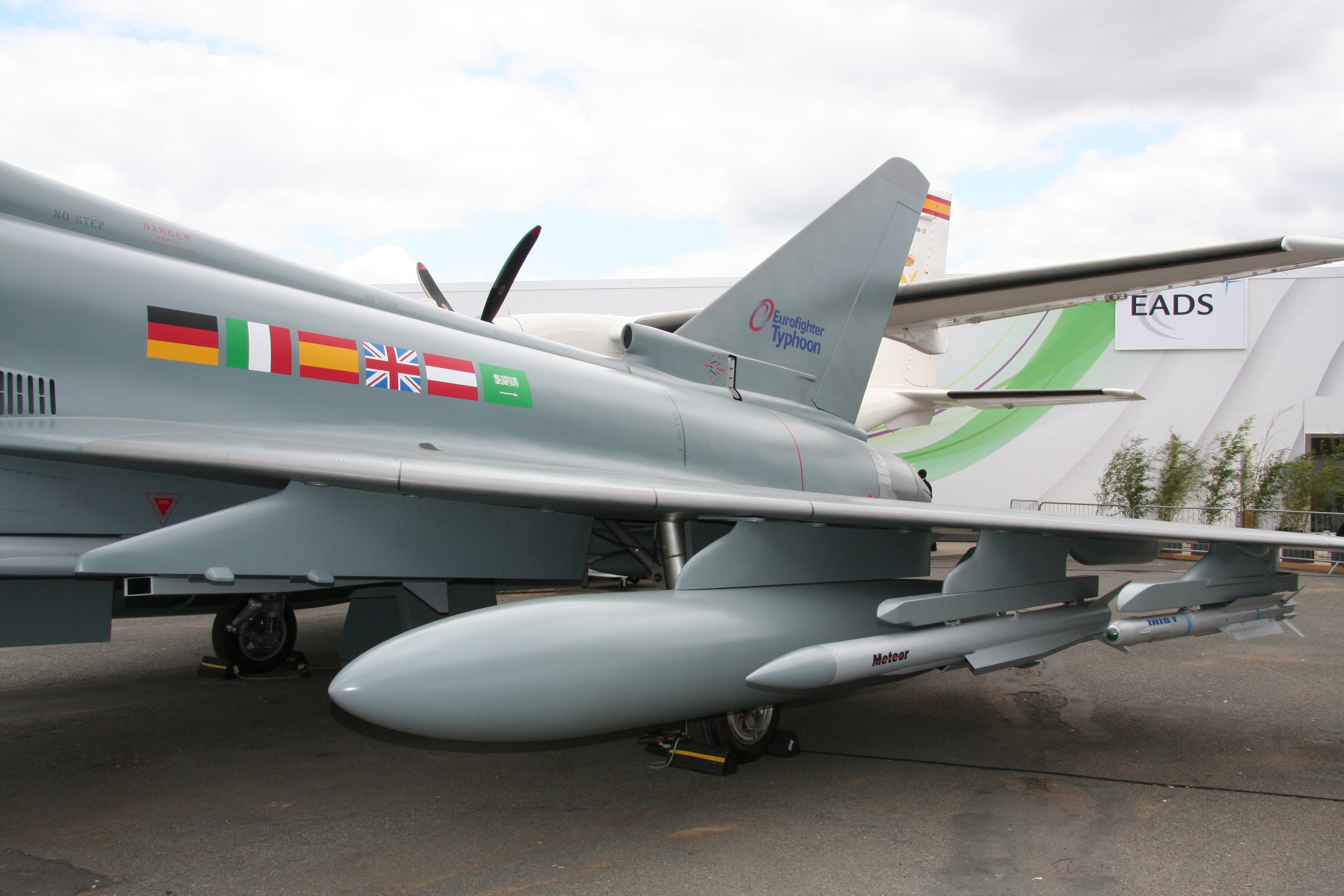
Ракета класу «повітря-повітря» MBDA Meteor (в центрі) під крилом «Тайфуна»

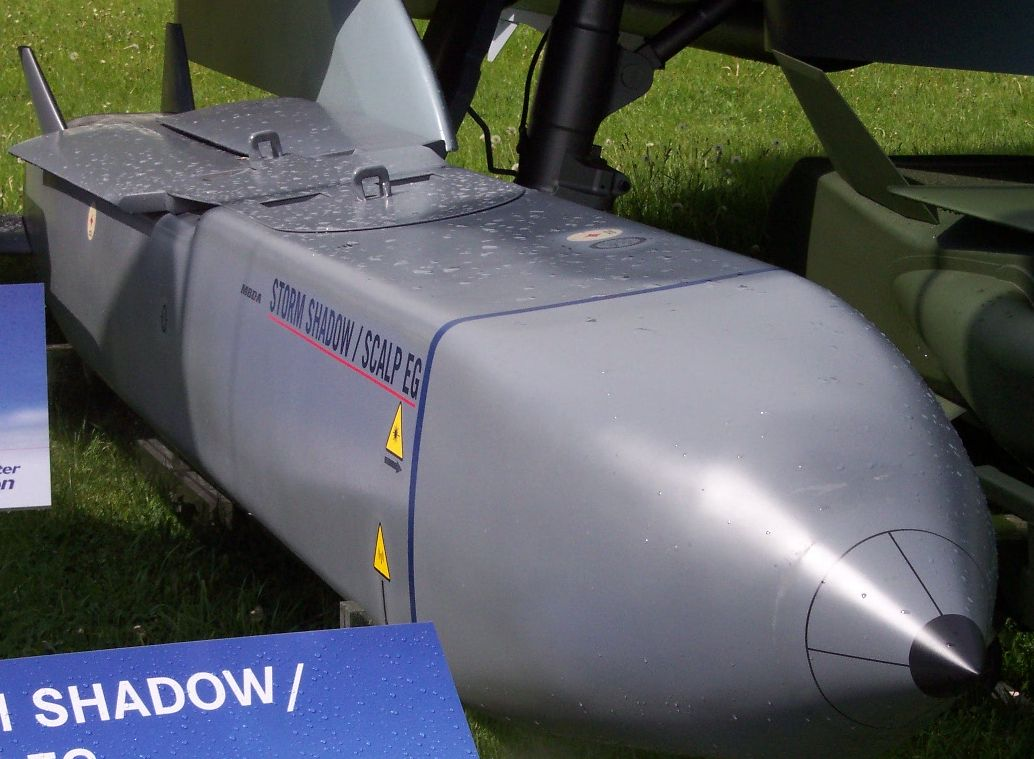
Крилата ракета Storm Shadow, яка буде застосовуватися британськими та італійськими «Тайфунами» з 2015 року

- Гарматне озброєння: 1 × 27 мм гармата Маузер BK-27 в кореневій частині правого напівкрила
- Точок підвіски: 13 (8 підкрильних та 5 підфюзеляжних)
- Бойове навантаження: ~7500 кг:[167][180]
- Ракети:
  - Ракети класу «повітря-повітря»:
    - AIM-9 Sidewinder
    - AIM-132 ASRAAM
    - AIM-120 AMRAAM (планується AIM-120C-5/7 на літаках серії Tranche 2-P2E)
    - IRIS-T
    - MBDA Meteor (планується з 2018 року)

  - Ракети класу «повітря-поверхня»:
    - AGM-65 Maverick (планується в майбутньому)
    - AGM-84 Harpoon (планується з 2017 року)
    - AGM-88 HARM (планується в майбутньому)
    - Brimstone (планується з 2015 року на літаках серії Tranche 2-P2E)
    - Storm Shadow/Scalp EG (планується з 2015 року на літаках серії Tranche 2-P2E-В)
    - TAURUS KEPD 350 (планується з 2015 року на літаках серії Tranche 2-P2E-В)

  - Авіаційні бомби:
    - Paveway II/III/Enhanced Paveway
    - Paveway IV
    - Small Diameter Bomb (SDB)
    - Joint Direct Attack Munition (JDAM) — робота з інтеграції ведеться з 2018 року[181]
    - HOPE/HOSBO (планується в майбутньому)

  - Інше:
    - Автомат відстрілу теплових приманок
    - Контейнери з дипольними відбивачами
    - Підвісні засоби радіоелектронної боротьби
    - Підвісний лазерний цілевказувач LITENING
    - Три підвісні паливні баки

### Авіоніка
- РЛС: CAPTOR-М, з 2015 року планується встановлення CAPTOR-Е з ЦАР.[182]
- ОЛС PIRATE (Passive Infa Red Airborne Track Equipment)
  - Довжина 680 мм
  - Ширина 591 мм
  - Висота 300 мм
  - Вага 48 кг[183]

## Порівняння з аналогами
| Aircraft                                               | Dassault Rafale                             | Eurofighter Typhoon                                                            | F-16IN «Super Viper» | F/A-18E/F Super Hornet           | JAS 39 NG                                    | МіГ-35                   |
| ------------------------------------------------------ | ------------------------------------------- | ------------------------------------------------------------------------------ | -------------------- | -------------------------------- | -------------------------------------------- | ------------------------ |
| Країна-розробник                                       | Франція                                     | Німеччина Італія Іспанія Велика Британія                                       | США                  | США                              | Швеція                                       | Росія                    |
| Виробник                                               | Dassault Aviation                           | Eurofighter GmbH                                                               | Lockheed Martin      | Boeing Defense, Space & Security | Saab                                         | РСК «МіГ»                |
| Довжина                                                | 15,27 м                                     | 15,96 м                                                                        | 15,03 м              | 18,31 м                          | 14,1 м                                       | 17,3 м                   |
| Розмах крил                                            | 10,80 м                                     | 10,95 м                                                                        | 10,0 м               | 13,62 м                          | 8,4 м                                        | 12 м                     |
| Висота                                                 | 5,34 м                                      | 5,28 м                                                                         | 5,09 м               | 4,88 м                           | 4,5 м                                        | 4,7 м                    |
| Площа крила                                            | 45,7 м²                                     | 50,0 м²                                                                        | 27,9 м²              | 46,5 м²                          | 30,0 м²                                      | 38,0 м²                  |
| Маса пустого                                           | 9500 кг                                     | 11000 кг                                                                       | 9979 кг              | 14552 кг                         | 7100 кг                                      | 11000 кг                 |
| Максимальне бойове навантаження                        | 9500 кг                                     | 7500 кг                                                                        | 7800 кг              | 8050 кг                          | 5300 кг                                      | 6500 кг                  |
| Максимальна злітна вага                                | 24500 кг                                    | 23500 кг                                                                       | 21800 кг             | 29937 кг                         | 14300 кг                                     | 29000 кг                 |
| Силова установка                                       | 2× SNECMA M88-2                             | 2× Eurojet EJ200                                                               | 1× GE F110-132       | 2× GE F414-400                   | 1× GE F414G                                  | 2× Клімов РД-33MK        |
| Тяга • Максимальна тяга                                | 50 кН кожен (5100 кгс)                      | 60 кН кожен (6120 кгс)                                                         | 84 кН (8570 кгс)     | 62,3 кН кожен (6360 кгс)         | 62,3 кН (6360 кгс)                           | 53 кН кожен (5410 кгс)   |
| • Тяга на форсажі:                                     | 75 кН кожен (7650 кгс)                      | 90 кН кожен (9180 кгс)                                                         | 144 кН (14690 кгс)   | 98 кН кожен (10000 кгс)          | 98 кН (10000 кгс)                            | 88,3 кН кожен (9010 кгс) |
| Паливо • Внутрішнє • Зовнішнє                          | 4700 кг 7500 кг                             | 4996 кг                                                                        | 3265 кг 5880 кг      | F/A-18E: 6780 кг 7381 кг         | 3360 кг 3800 кг                              | 4800 кг 4200 кг          |
| Точки підвіски                                         | 14 (5 «вологих»)                            | 13 (3 «вологі»)                                                                | 11 (3 «вологі»)      | 11 (5 «вологих»)                 | 10 (4 «вологих»)                             | 9 (5 «вологих»)          |
| Максимальна швидкість                                  | 1,8+ Маха (Надзвукова крейсерська: 1+ Маха) | 2,0+ Маха (Надзвукова крейсерська: 1,2 Маха)                                   | 2,05 Маха            | 1,8 Маха                         | 2,0+ Маха (Надзвукова крейсерська: Mach 1,2) | 2,25 Маха                |
| Дальність польоту (з ППБ, без дозаправлення у повітрі) | 3700+ км                                    | 3790 км                                                                        | 4220 км              | 3054 км                          | 3200 км                                      | 3100 км                  |
| Бойовий радіус                                         | 1800 км                                     | 1390 км                                                                        | 1500+ км             | 722 км                           | 1300 км                                      | 1000 км                  |
| Практична стеля                                        | 17000 м                                     | 19812 м                                                                        | 18000 м              | 15000 м                          | 15240 м                                      | 17500 м                  |
| Швидкість підйому                                      | 305 м/с                                     | 315 м/с                                                                        | 254 м/с              | 228 м/с                          | Н/Д                                          | 330 м/с                  |
| Тягооснащеність                                        | 1,13                                        | 1,18                                                                           | 1,1                  | 0,93                             | 1,18                                         | 1,1                      |
| Керування вектором тяги                                | Немає                                       | Відсутнє в базовій версії, але може бути встановлене у результаті модернізації | Немає                | Немає                            | Немає                                        | Так                      |
| Необхідна довжина ЗПС                                  | 400 м                                       | 700 м                                                                          |                      |                                  |                                              |                          |
| Вартість літака                                        | ~US $84,48 млн €64 млн                      | ~US $108 млн €80 млн станом на 2009 р.                                         | US $50 млн           | US $55 млн                       | US $48 млн                                   | US $38,5 млн             |

## Оператори
Австрія

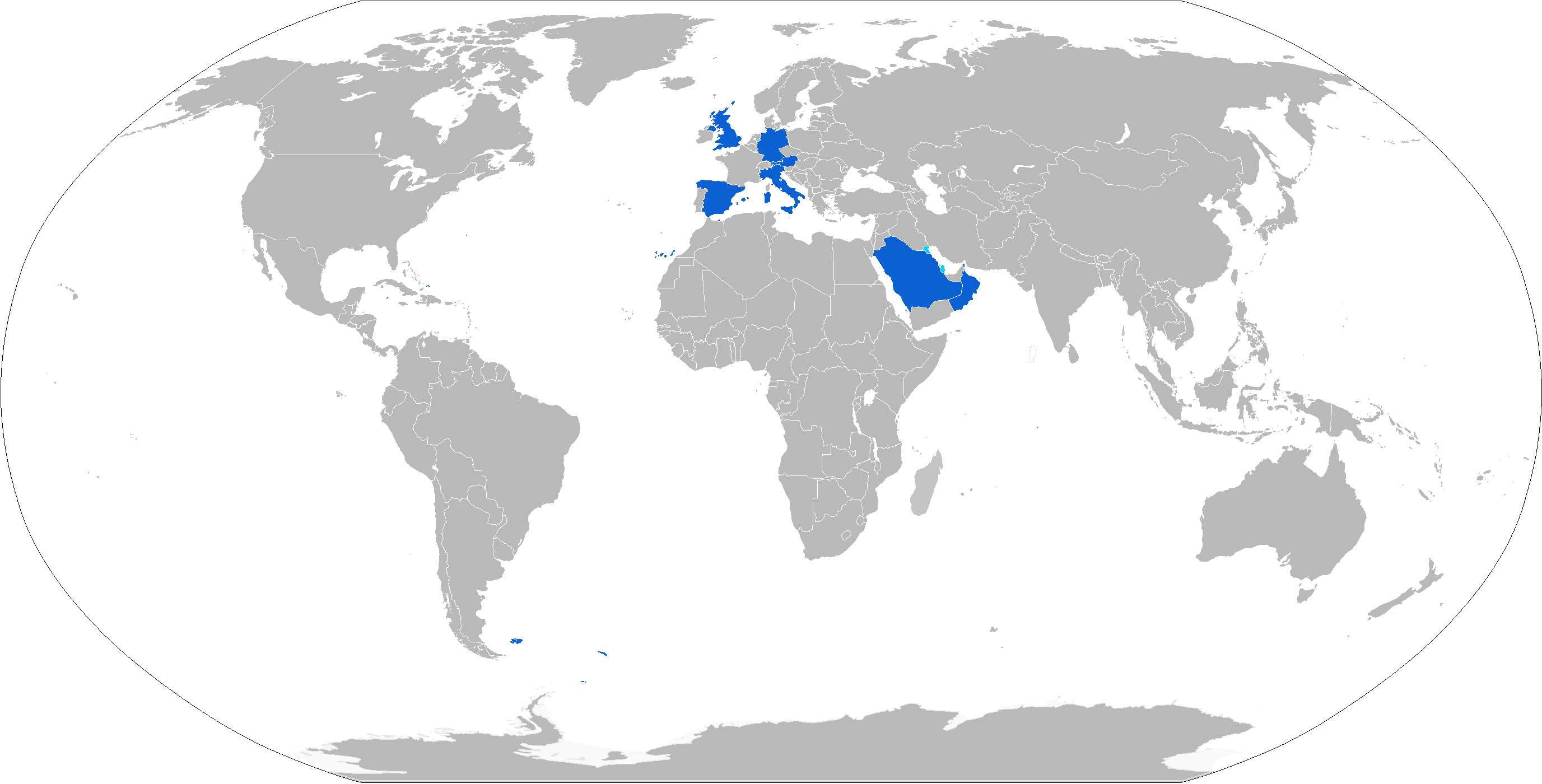
Країни, які експлуатують або замовили Eurofighter Typhoon

- Військово-повітряні сили Австрії — 15 «Тайфунів»[215], додатково замовлено ще 3 літаки станом на 2022 рік[216].
  - Überwachungsgeschwader[217], місто Цельтвег[de]

 Велика Британія
- Королівські військово-повітряні сили — 160 замовлено, всі доставлені станом на вересень 2019 року[218]. Станом на 21 серпня 2023 року, Королівські ПС мають 137 літаків, з них 102 перебувають в експлуатації[219].
  - Авіабаза Coningsby[en], графство Лінкольншир, Англія.
    - 3-я ескадрилья[en][217]
    - 11-а ескадрилья[en][217]
    - 29-а ескадрилья[en][217]
    - 41-а ескадрилья[en][220]

  - Авіабаза Leuchars[en], область Файф, Шотландія
    - 1-а ескадрилья[en][217]
    - 6-а ескадрилья[en][217]

  - Авіабаза Mount Pleasant[en], Східний Фолкленд, Фолклендські острови
    - 1435-а ескадрилья[en][217]

 Іспанія
- Повітряні сили Іспанії — замовлено 73 літака, всі доставлені станом на 2020 рік. 70 «Тайфунів» перебувають в експлуатації[221]. Станом на 13 вересня 2023 року замовлено ще 45 літаків[222][223].
  - 11-те авіакрило, авіабаза Morón, провінція Севілья
    - 111-та бойова ескадрилья[224]
    - 113-та ескадрилья (тренувальна)[224]

  - 14-тe авіакрило, авіабаза Albacete, провінція Альбасете
    - 142-га бойова ескадрилья[224]

 Італія
- Військово-повітряні сили Італії — 96 «Тайфунів» замовлено, всі доставлені. В експлуатації перебуває 94 літака станом на 2022 рік[225]. Додаткові 24 літаки були замовлені 8 липня 2024 року на суму 7,5 млрд євро[226].

- - 4-те авіакрило, аеропорт Grosseto[en], провінція Гроссето
    - 9-та винищувальна авіагрупа[217]
    - 20-та винищувальна авіагрупа[217]

  - 36-те авіакрило, авіабаза Gioia del Colle[en], муніципалітет Джоя-дель-Колле
    - 10-та винищувальна авіагрупа[217]
    - 12-та винищувальна авіагрупа[217]

  - 37-ме авіакрило, аеропорт Трапані, Сицилія
    - 18-та винищувальна авіагрупа[217]

 Кувейт
- Замовлено 28 літаків, в грудні 2021 отримано перші два.

 Німеччина
- Військово-повітряні сили Німеччини — 143 замовлено. Всі доставлені[227]. Станом на 30 листопада 2023 року, 141 літак перебуває в експлуатації[228]. 38 літаків Tranche 4 замовлені в рамках програми «Project Quadriga»[229][230]. 15 літаків будуть модернізовані до стандарту Typhoon EW (Electronic Warfare)[231].
  - 31-ша тактична ескадра "Boelcke"[en], авіабаза Nörvenich[de], Північний Рейн-Вестфалія[217]
  - 73-я тактична ескадра "Steinhoff"[en], аеропорт Rostock-Laage, Мекленбург — Передня Померанія[217]
  - 74-та тактична ескадра[en], авіабаза Neuburg[de], Баварія[217]

 Оман
- Королівські військово-повітряні сили Оману[en] — замовлено 12 «Тайфунів» з початком поставок у 2017 році.[232]

 Саудівська Аравія
- Королівські військово-повітряні сили Саудівської Аравії — 71 літак в експлуатації станом на червень 2018 року з 72 поставлених[233].

- - 3-я ескадрилья
  - 10-та ескадрилья
  - 27-ма ескадрилья

### Катар
17 серпня 2022 року компанія BAE Systems офіційно передала свій перший літак Eurofighter Typhoon Збройним силам Катару (QAF).

### Кувейт
Керівництво Кувейту прагне замінити американські винищувачі-бомбардувальники F/A-18 C/D Hornet на 28 нових літаків. Спочатку Кувейт розглядав три варіанти: «Тайфун», «Рафаль» і F/A-18E/F Super Hornet, але в кінцевому результаті вирішив обрати перший із них. 16 січня 2014 компанія Eurofighter та кувейтський уряд підписали проєкт угоди про придбання 28 «Тайфунів».
В середині грудня 2021 року здійснили переліт перші два літака Eurofighter Typhoon виготовлених на замовлення військово-повітряних сил Кувейту.
Переліт став можливим завдяки залученню двох повітряних паливозаправників KC-767 та ескорту двох винищувачів італійських ВПС.
Два нові винищувачі прибули до країни наприкінці вересня, загальна кількість винищувачів вже переданих Кувейту зросла до шести.

### Туреччина
13 листопада 2024 року стало відомо, що уряд Німеччини дозволив експорт винищувачів Typhoon до Туреччини. Для ухвалення цього рішення держави консорціуму, а саме Сполучене Королівство, Іспанія та Італія, здійснили значний тиск, щоб реалізувати цю експортну угоду та отримати додаткові внески у розвиток програми Eurofighter. Рішення про закупівлю літаків цього типу пов’язані як з посиленням Повітряних сил Греції, які отримують від Франції сучасні винищувачі Rafale, так і з невдалими перемовинами стосовно придбання американських винищувачів F-35A. Нові літаки зможуть зберегти паритет сил у регіоні, та забезпечити повітряні сили Туреччини новими та сучасними літаками.

## Аварії та катастрофи
21 листопада 2002 року іспанський двомісний прототип DA-6 розбився через зрив полум'я (порушення роботи двигуна через затухання полум'я в камері згоряння), який стався на висоті 14800 м. Обоє членів екіпажу успішно катапультувалися, а сам літак упав біля міста Толедо.
24 серпня 2010 року іспанський Typhoon розбився відразу після зльоту з авіабази Morón. На момент падіння в літаку знаходилися іспанський інструктор та саудівський курсант, першому вдалося катапультуватися, а інший — загинув. До з'ясування причин авіакатастрофи всім іспанським «Єврофайтерам» було заборонено підійматися у повітря.
24 червня 2019 року два літаки німецьких ВПС зіткнулися в повітрі під час вправи в землі Мекленбург — Передня Померанія на півночі Німеччини. Пілоти літаків устигли катапультуватися. Після зіткнення вони впали між містами Росток і Лааге. Літаки належать ескадрильї тактичних військово-повітряних сил Steinhoff. Один із пілотів загинув.

## Музейні експонати
- Перший прототип «Єврофайтера» DA-1 знаходиться в німецькому музеї авіації Flugwerft Schleissheim[de] біля Мюнхена.[242]

- Другий прототип DA-2 можна побачити в Музеї королівських військово-повітряних сил[en] у Лондоні.[243]

- Четвертий прототип DA-4 представлений в експозиції британського Імперського військового музею Duxford[en], що знаходиться в графстві Кембриджшир.[244]